# 開港5都市景観まちづくり会議
開港5都市景観まちづくり会議（かいこう5としけいかんまちづくりかいぎ）は、安政5年（1859年）に開港した港に指定された函館、新潟、横浜、神戸および長崎の5都市の市民が、景観、歴史、文化、環境などを大切に守り、愛着を持って育て、個性豊かで魅力あるまちづくりを行うため、相互に交流を深め、課題を協議し、開港5都市のまちづくりの推進に資することを目的とした会議である。

## 概要
開港5都市が持ち回りで毎年開催する会議では、基調講演や分科会（まちあるきなど）を通して、開港5都市のまちづくりの状況の報告・見学や意見交換を行っている。

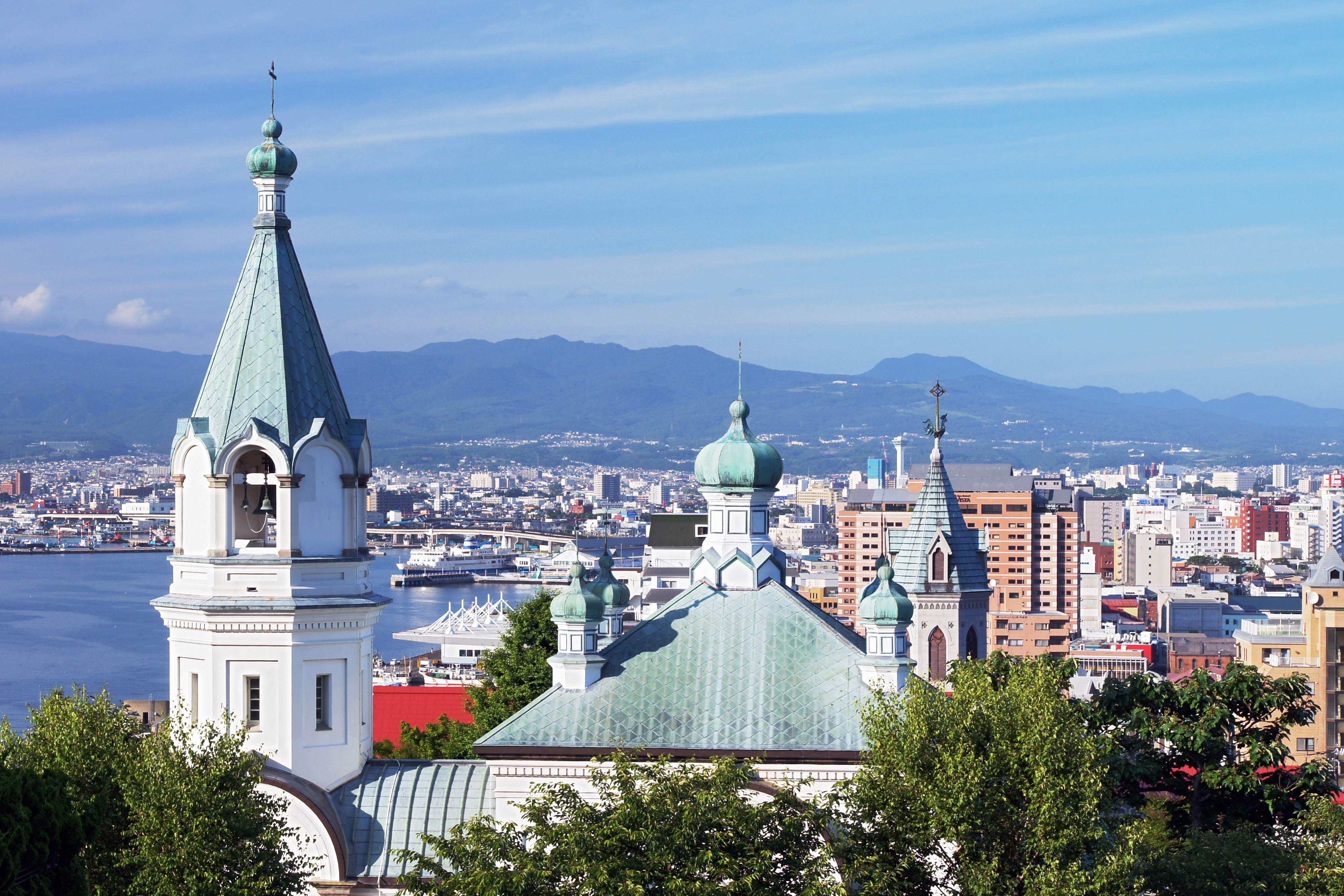
函館市・函館港（北海道 渡島総合振興局）
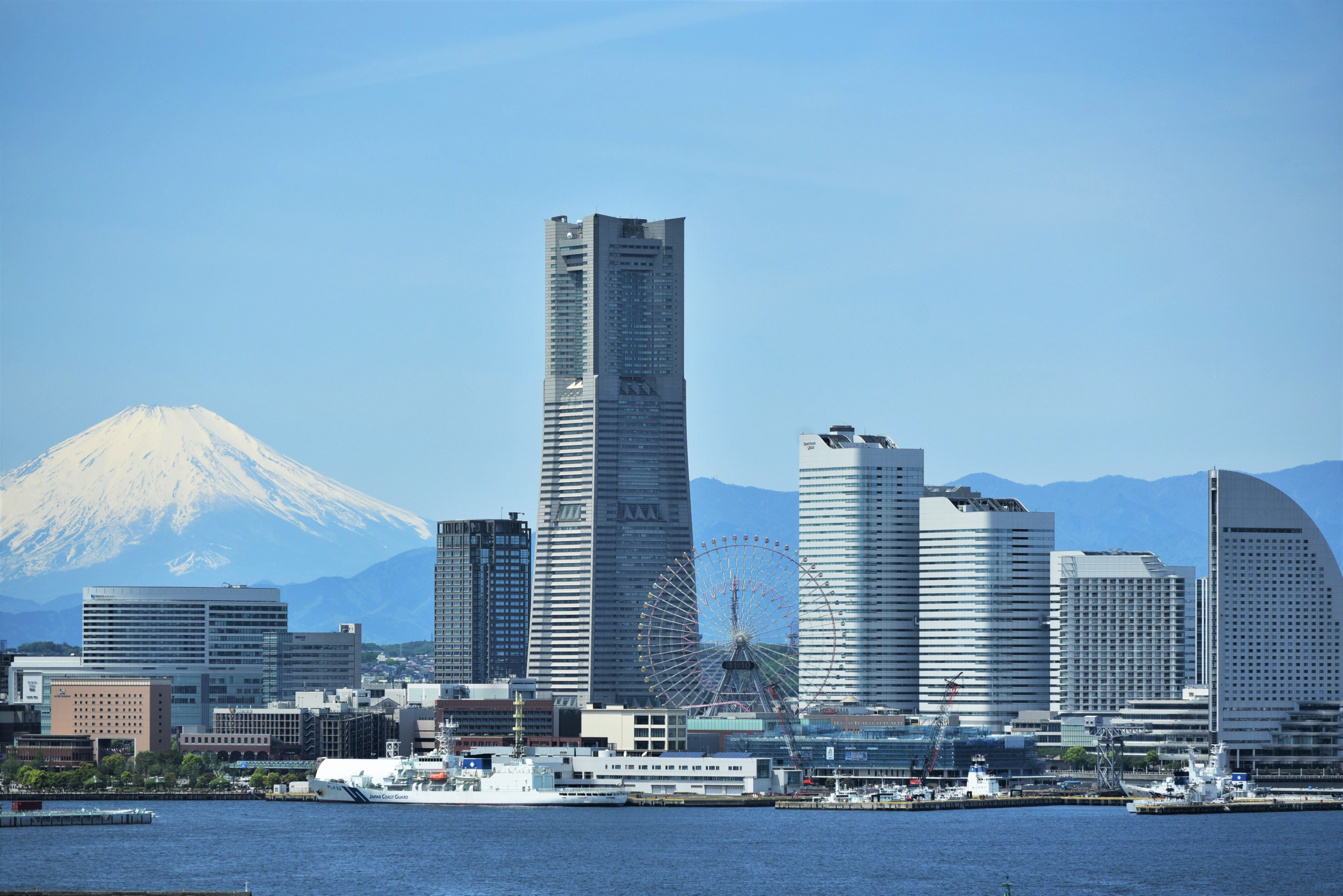
横浜市・横浜港（関東地方 神奈川県）
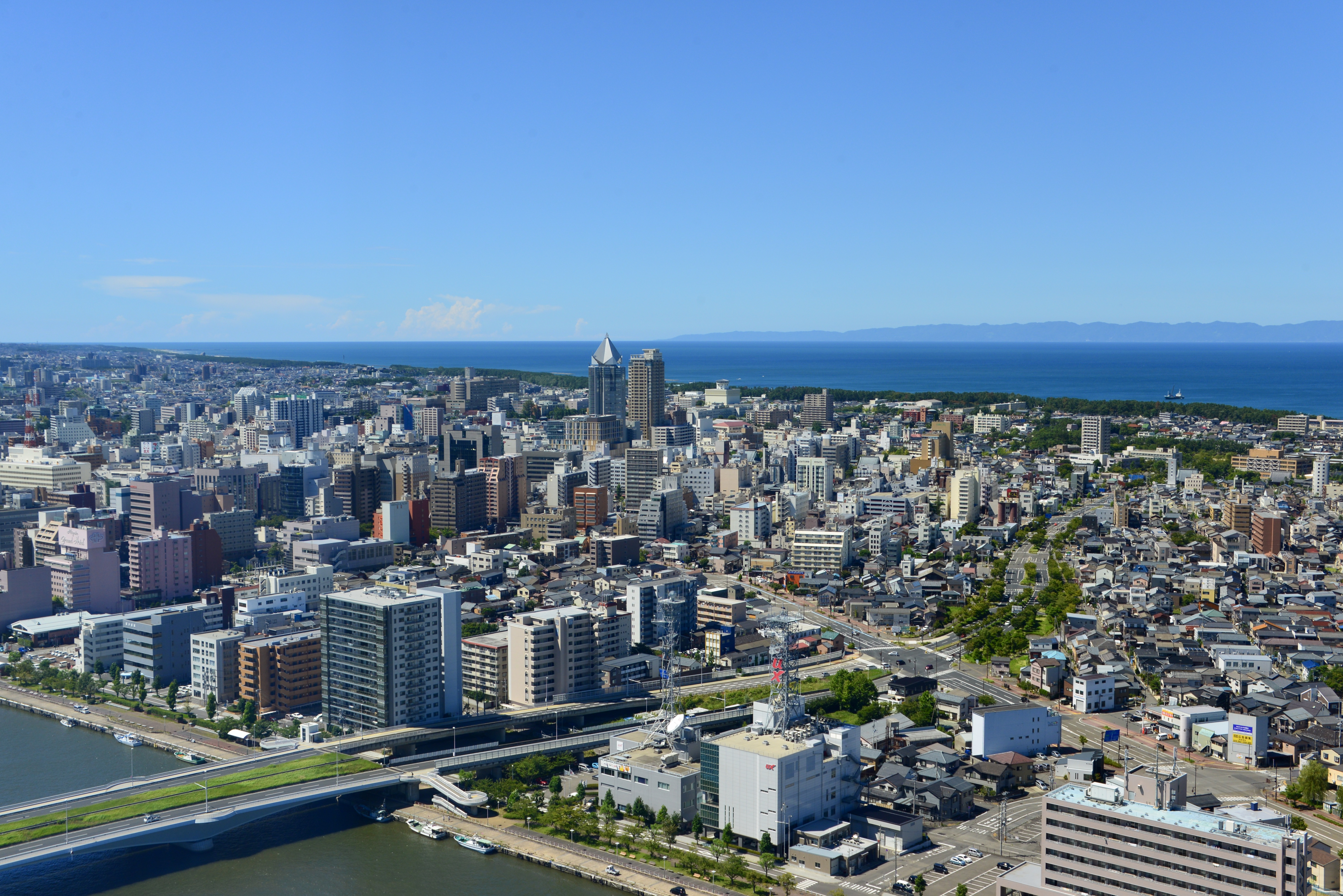
新潟市・新潟港（中部地方 新潟県）
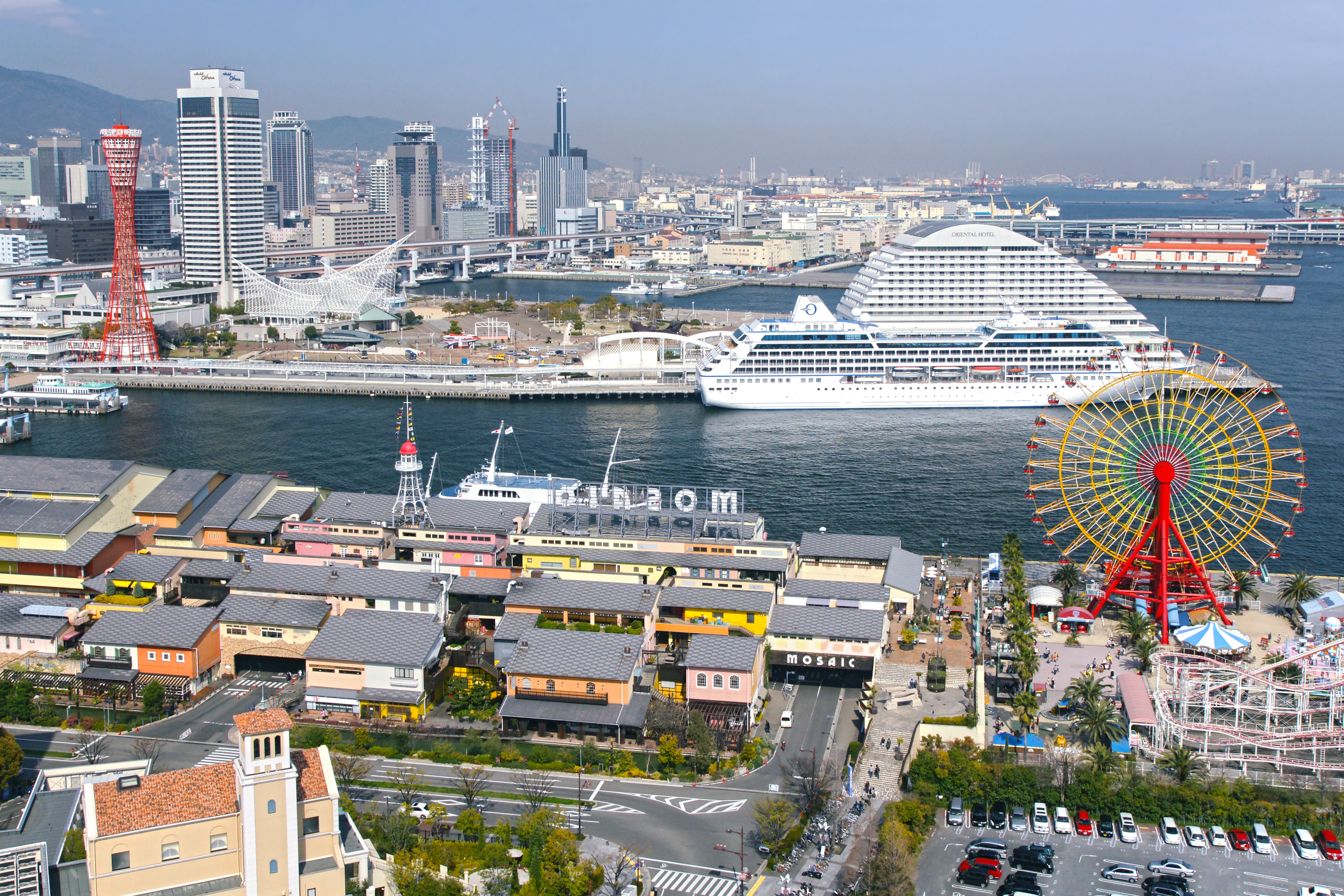
神戸市・神戸港（近畿地方 兵庫県）
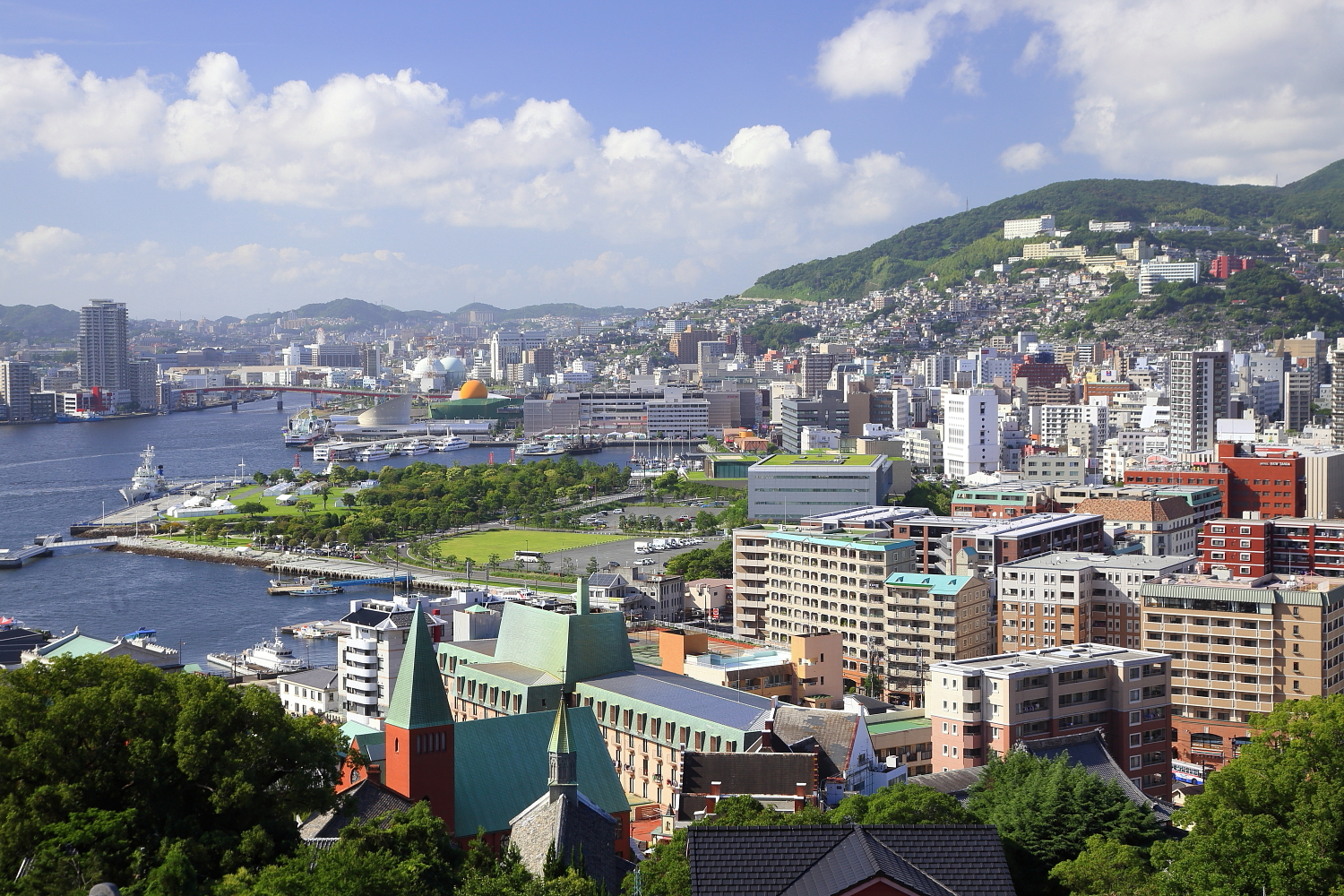
長崎市・長崎港（九州地方 長崎県）

## 開催経過
| 開催回 | 開催都市 | 開催時期                             | テーマ                                                                   | 備考                              |
| ------ | -------- | ------------------------------------ | ------------------------------------------------------------------------ | --------------------------------- |
| 第1回  | 神戸大会 | 1993年（平成5年）8月                 | 「坂のまちと旧居留地」                                                   |                                   |
| 第2回  | 長崎大会 | 1994年（平成6年）10月                | 「市民主導のまちなみ・まちづくり」                                       |                                   |
| 第3回  | 新潟大会 | 1996年（平成8年）2月                 | 「港といっしょになった都市,一体となった都市って何だろう」                |                                   |
| 第4回  | 函館大会 | 1996年（平成8年）10月                | 「北の開港都市に民の系譜をさぐる」                                       |                                   |
| 第5回  | 横浜大会 | 1997年（平成9年）10月                | 「開港都市の伝統・文化を活かした街づくり」                               |                                   |
| 第6回  | 神戸大会 | 1999年（平成11年）10月               | 「開港都市の未来（あした）を探る」                                       | 1998年は代表者会議のみ開催。      |
| 第7回  | 長崎大会 | 2000年（平成12年）10月               | 「開港都市の遺伝子を伝える」                                             |                                   |
| 第8回  | 新潟大会 | 2001年（平成13年）8月                | 「水都にいがた夏!!ようこそ」                                             |                                   |
| 第9回  | 函館大会 | 2002年（平成14年）10月               | 「いいべや『港・まち並み』考えよう」                                     |                                   |
| 第10回 | 横浜大会 | 2004年（平成16年）3月                | 「150年の歴史とにぎわいづくり」                                          |                                   |
| 第11回 | 神戸大会 | 2005年（平成17年）10月               | 「開港都市のさらなる飛躍〜明るく元気!!〜」                               |                                   |
| 第12回 | 長崎大会 | 2006年（平成18年）9月                | 「開港によってもたらされて文化と歴史の継承」                             |                                   |
| 第13回 | 新潟大会 | 2007年（平成19年）11月9日 - 11日     | 「実りの秋にいがたへ来なせや」                                           |                                   |
| 第14回 | 函館大会 | 2008年（平成20年）10月10日 - 12日    | 「新・函館探訪〜呼吸（いき）づくまちを未来へ繋げ〜」                     |                                   |
| 第15回 | 横浜大会 | 2009年（平成21年）9月11日 - 13日     | 「150年の贈り物〜新たな旅立ちへ〜」                                      |                                   |
| 第16回 | 神戸大会 | 2010年（平成22年）10月29日 - 31日    | 「共生のまちづくり〜時間・空間・文化を超えて」                           |                                   |
| 第17回 | 長崎大会 | 2011年（平成23年）11月4日 - 6日      | 「愛・絆・希望5港の祈り〜長崎から〜」                                    |                                   |
| 第18回 | 新潟大会 | 2012年（平成24年）10月26日 - 28日    | 「新潟の『らしさ』を求めて〜過去・現在・未来へのつながり〜」             |                                   |
| 第19回 | 函館大会 | 2013年（平成25年）9月7日 - 9日       | 「再発見!“ひと”と“まち”をつなぐもの〜開港と食とラボ〜」                  |                                   |
| 第20回 | 横浜大会 | 2014年（平成26年）10月17日 - 19日    | 「開港5都市のみらい これからもココから」                                 |                                   |
| 第21回 | 神戸大会 | 2015年（平成27年）11月6日 - 7日      | 「開港都市からの発信〜わたしたちのまちづくり〜」                         |                                   |
| 第22回 | 長崎大会 | 2016年（平成28年）11月4日 - 6日      | 「継承と発展〜次の世代の景観まちづくり〜」                               |                                   |
| 第23回 | 新潟大会 | 2017年（平成29年）9月1日 - 3日       | 「語り合おう港への想い〜歴史と未来がつながる開港150周年〜」              |                                   |
| 第24回 | 函館大会 | 2018年（平成30年）9月1日 - 3日       | 「未来につなぐまちづくり 今、立ち止まって考える。」                      |                                   |
| 第25回 | 横浜大会 | 2019年（令和元年）11月1日 - 11月3日  | 「見つけよう、広げよう！開港都市の可能性」                               |                                   |
| 第26回 | 神戸大会 | 2020年（令和2年）10月2日 - 10月3日   | 「withコロナ時代の新しい景観まちづくり」                                 |                                   |
| 第27回 | 長崎大会 | 2021年（令和3年）11月20日 - 11月22日 | 「ポストコロナ時代の「港」を生かしたまちづくり～歴史・つながり・未来～」 | 長崎開港450周年記念事業の連携事業 |
| 第28回 | 新潟大会 | 2022年（令和4年）9月23日 - 9月25日   | 「温故知新 〜五港のキズナを未来にツナグ」                                |                                   |
| 第29回 | 函館大会 | 2023年（令和5年） 9月9日 – 11日      | 「原点・いま・そして、その先へ ～５都市の対話による未来のデザイン～」    |                                   |
| 第30回 | 横浜大会 | 2024年（令和6年） 11月23日 - 25日    | 「みらいへの架け橋～時代の積層で輝くまちとひと～」                       |                                   |

## ロゴ
開港5都市景観まちづくり会議のロゴは、5港の帆が、景観まちづくりの風をうけていっぱいに広げているデザインとなっている。また、5つの色は緑（自然生物）・ピンク（愛）・青（海、空）・黄（コミュニケーション）・紫（文化）をイメージしている。

## テーマソング
テーマソングは「ウエルカム港街」。第18回新潟大会で発表され、以降、歌い継がれている。作詞小林直司、作曲森本利。

## エピソード
- 当初は「開港4都市景観会議」であり、神戸、長崎、函館、横浜の会議であったが、その後、新潟が加わり「開港5都市景観まちづくり会議」となった。
- 第6回神戸大会から、テーマを拡大するため「開港5都市景観まちづくり会議」となる。
- 第22回長崎大会から、若手を中心とした意見交換の場「FG（フューチャージェネレーション）会議」が始まる。

## ギャラリー

### 函館

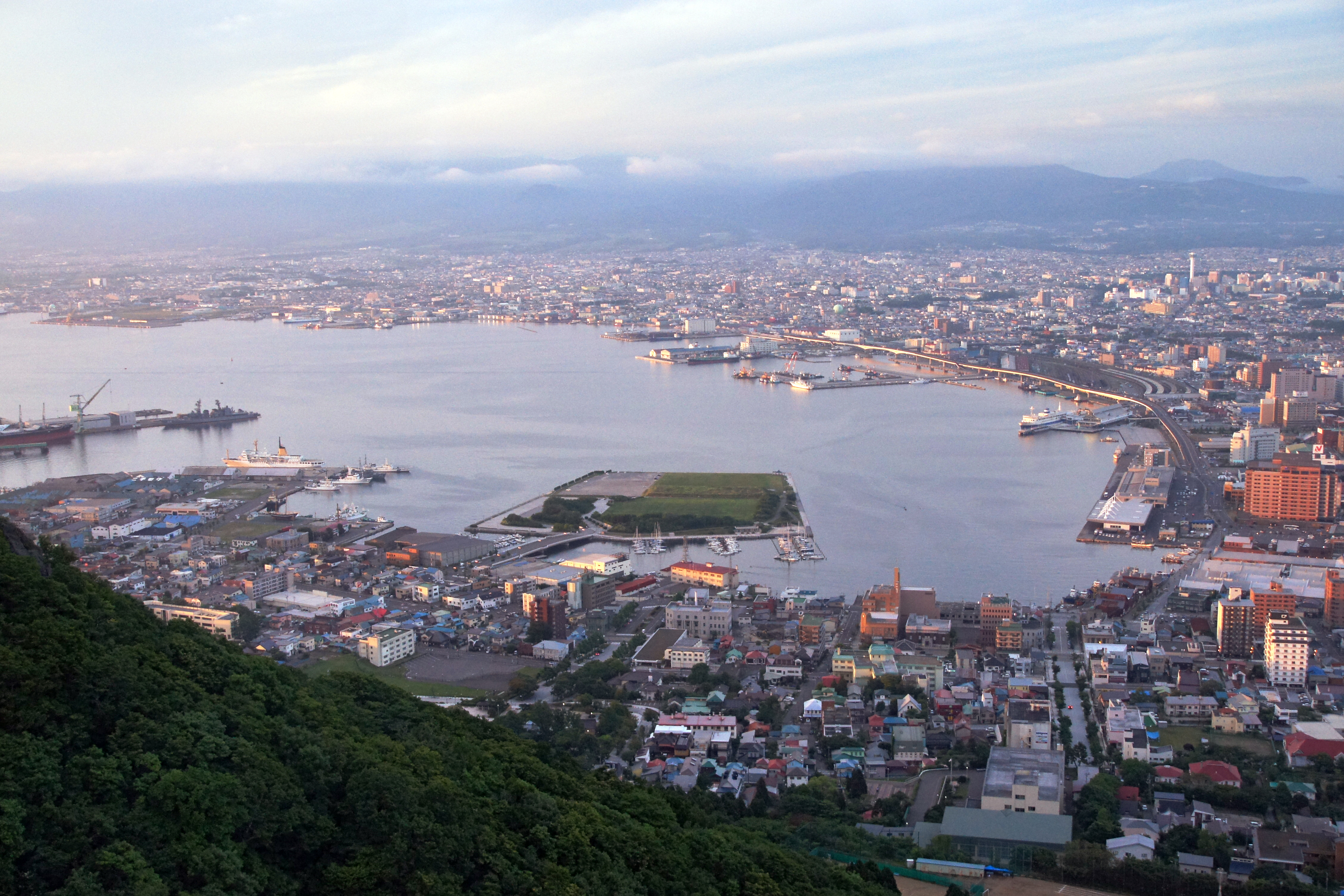
函館港
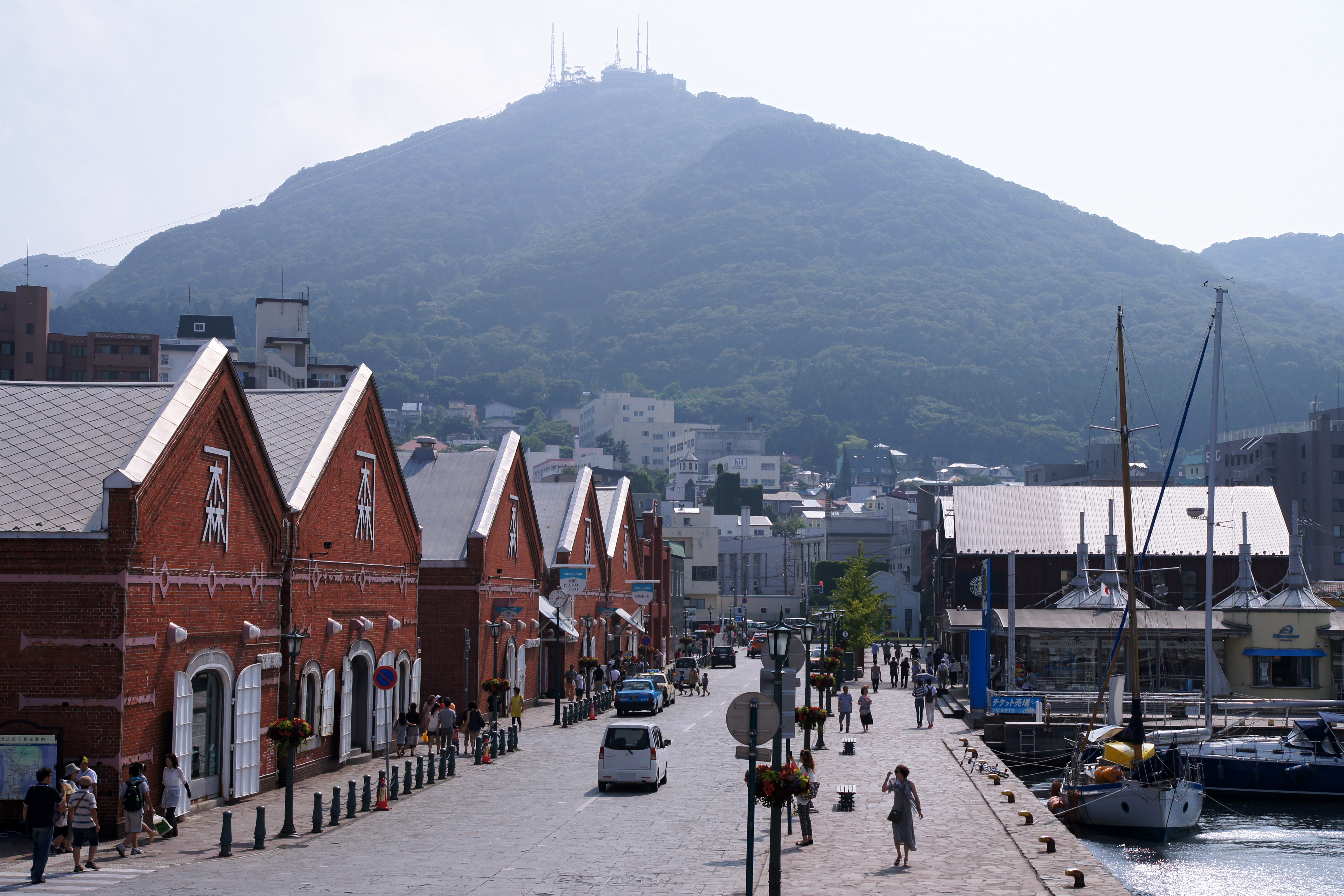
金森赤レンガ倉庫と函館山
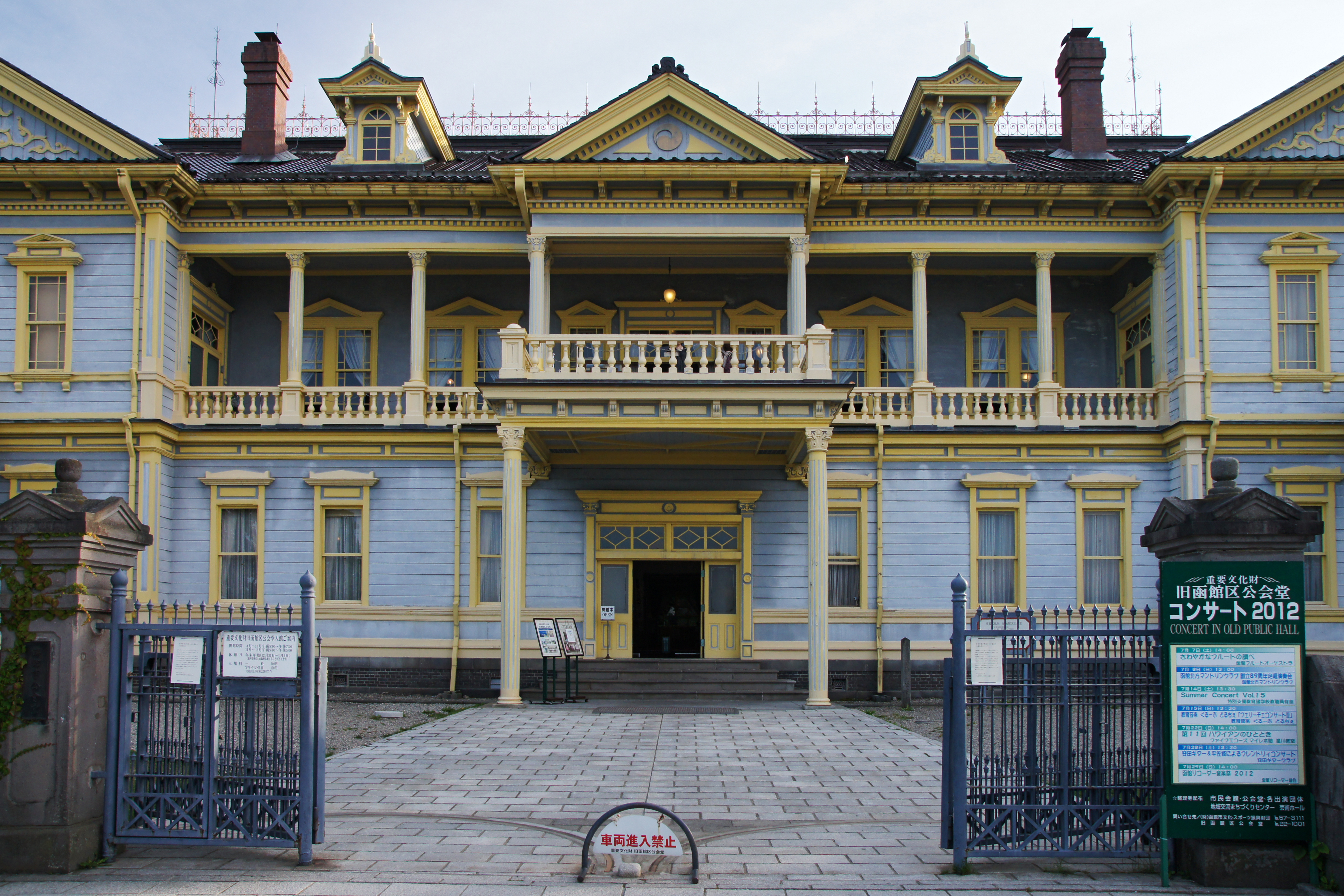
旧函館区公会堂（元町公園）
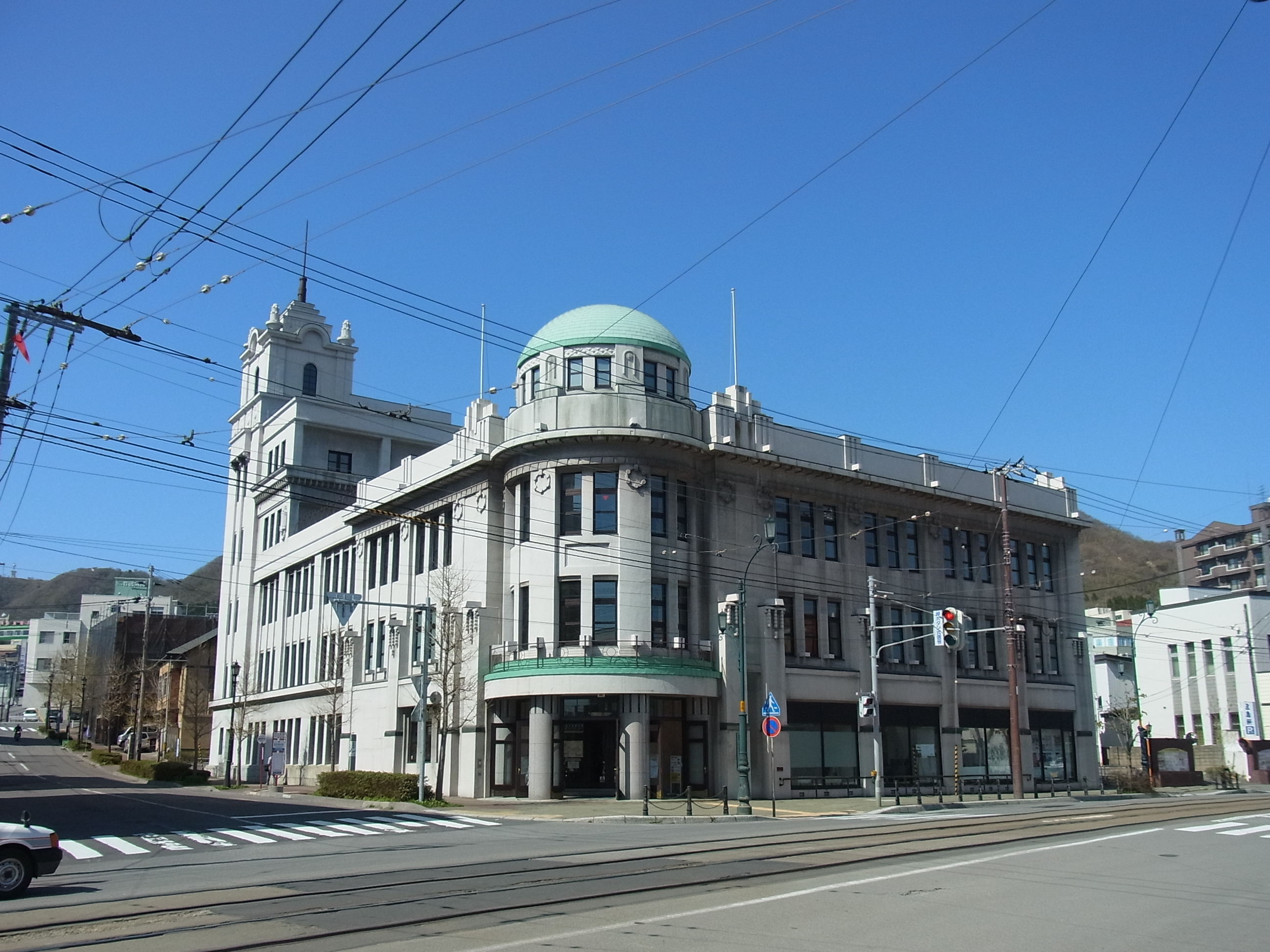
旧丸井今井呉服店函館支店
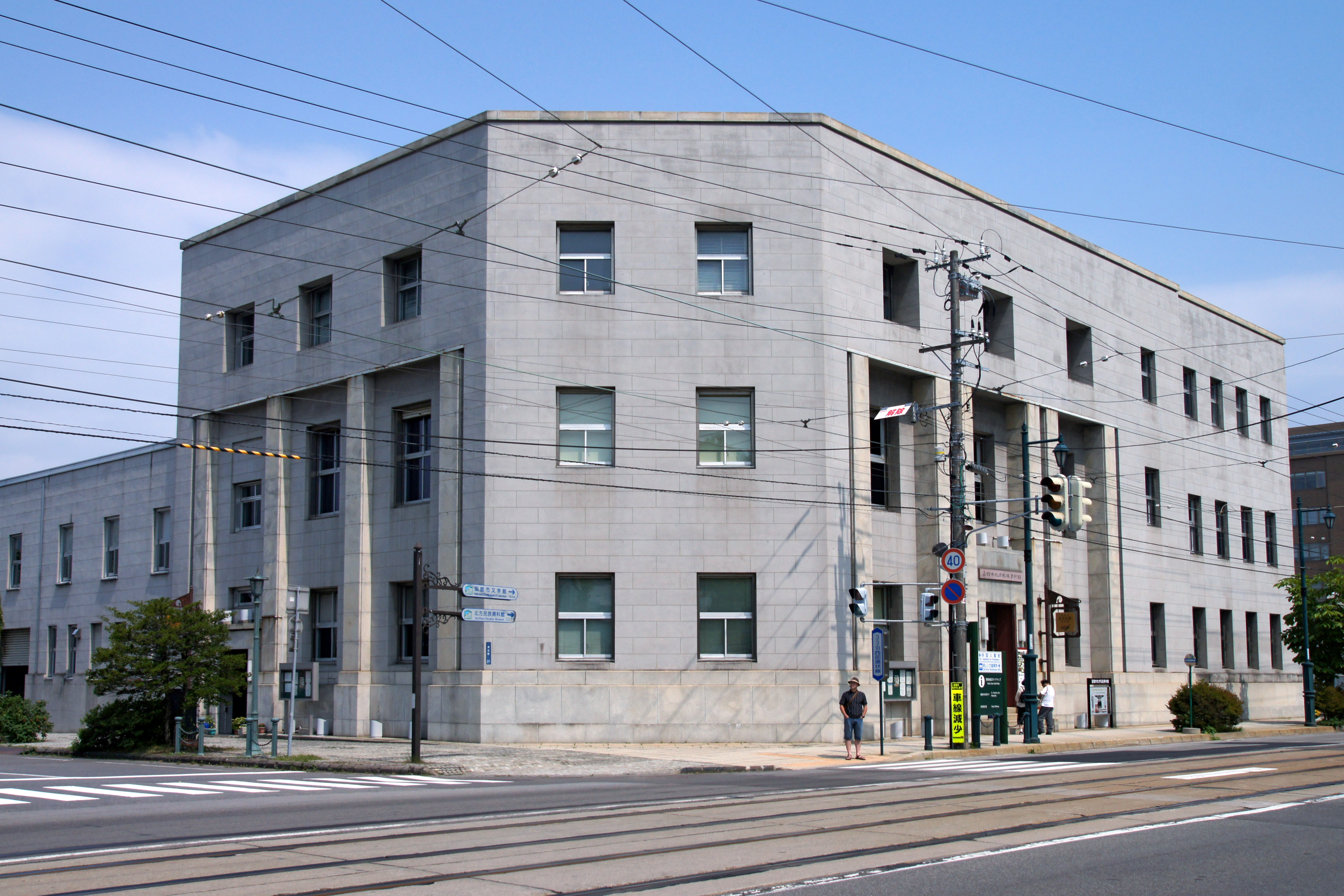
旧日本銀行函館支店
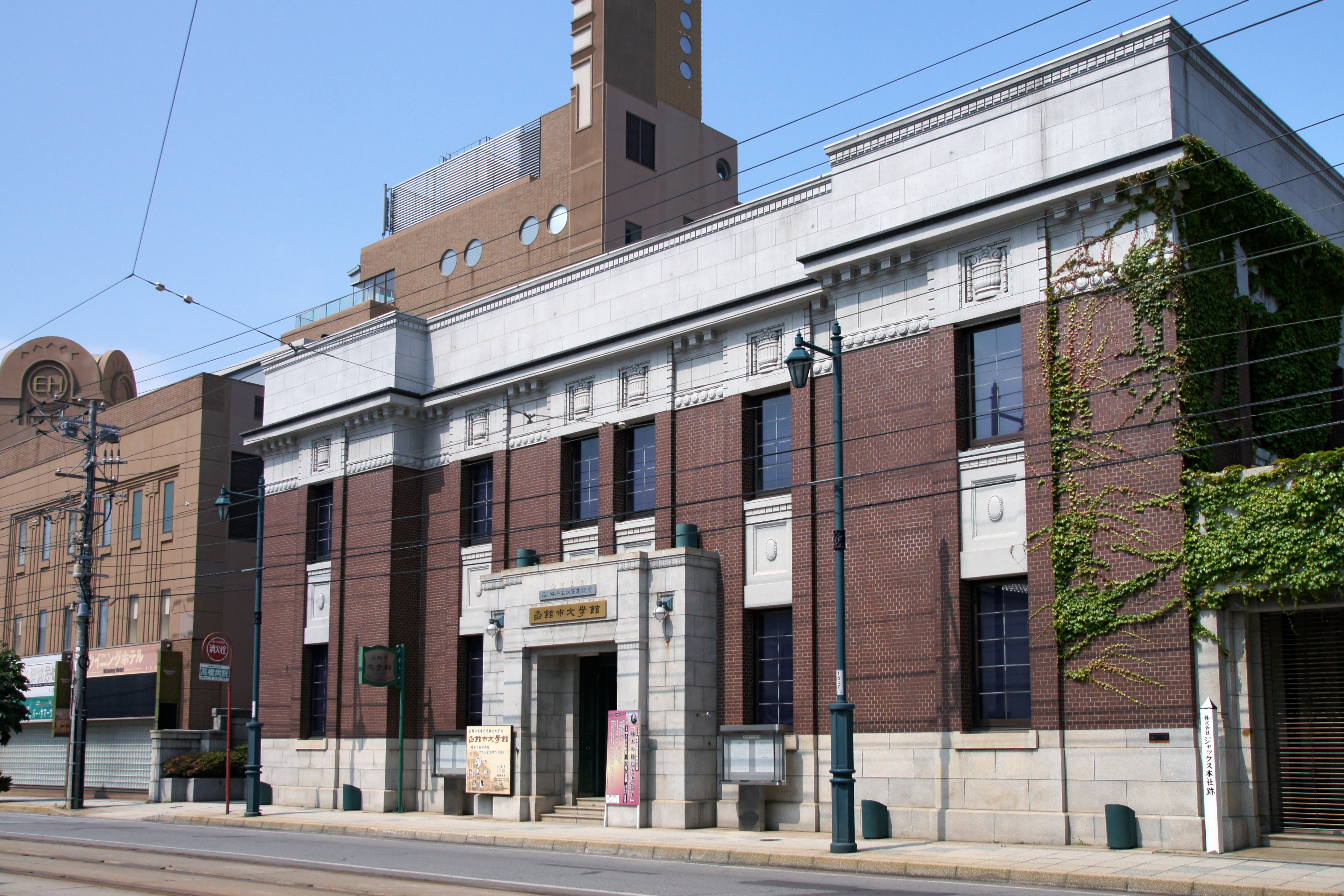
函館市文学館
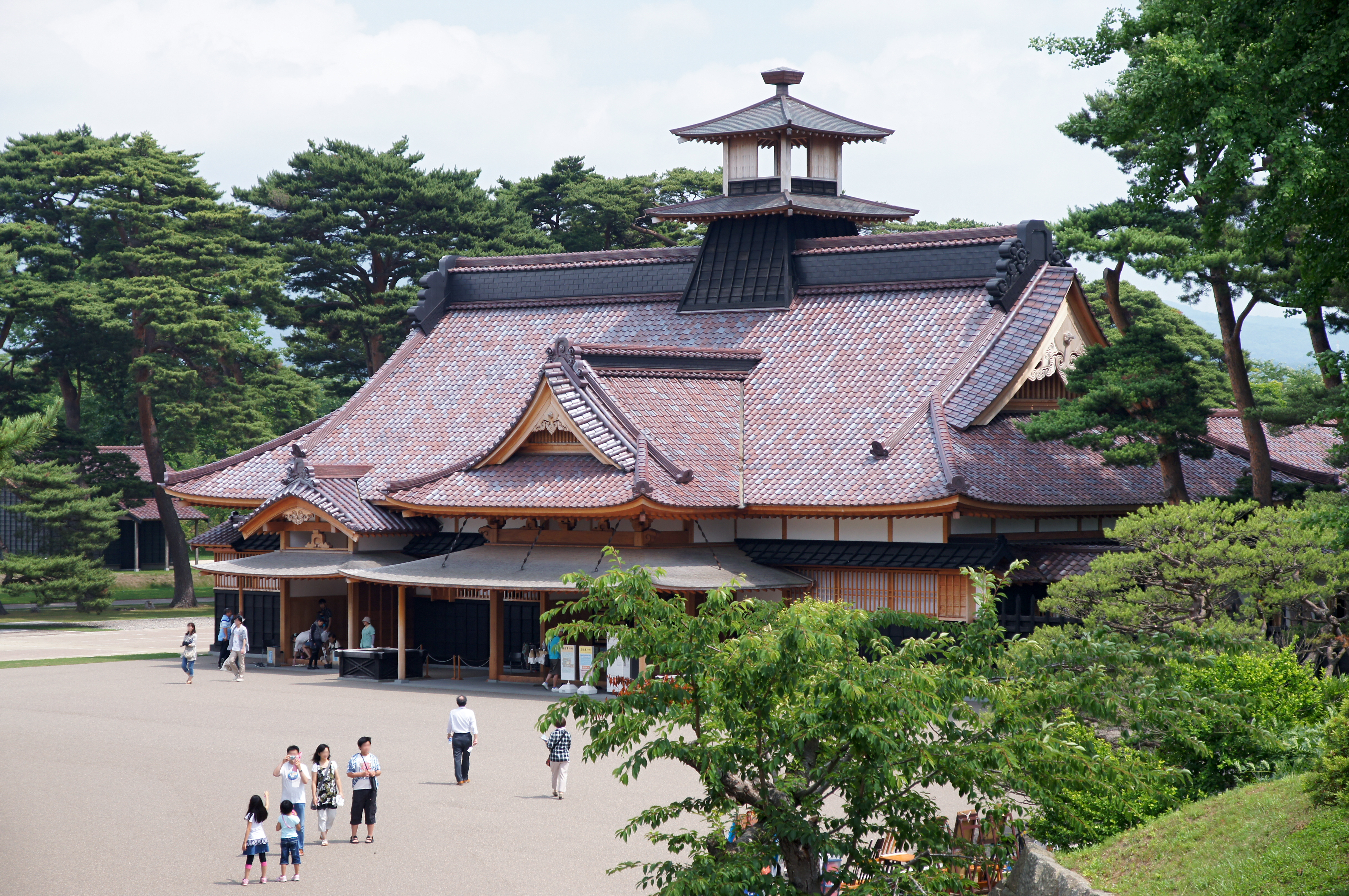
函館奉行所
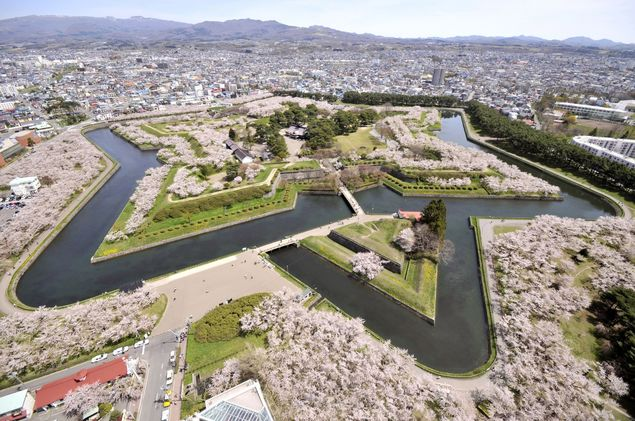
五稜郭
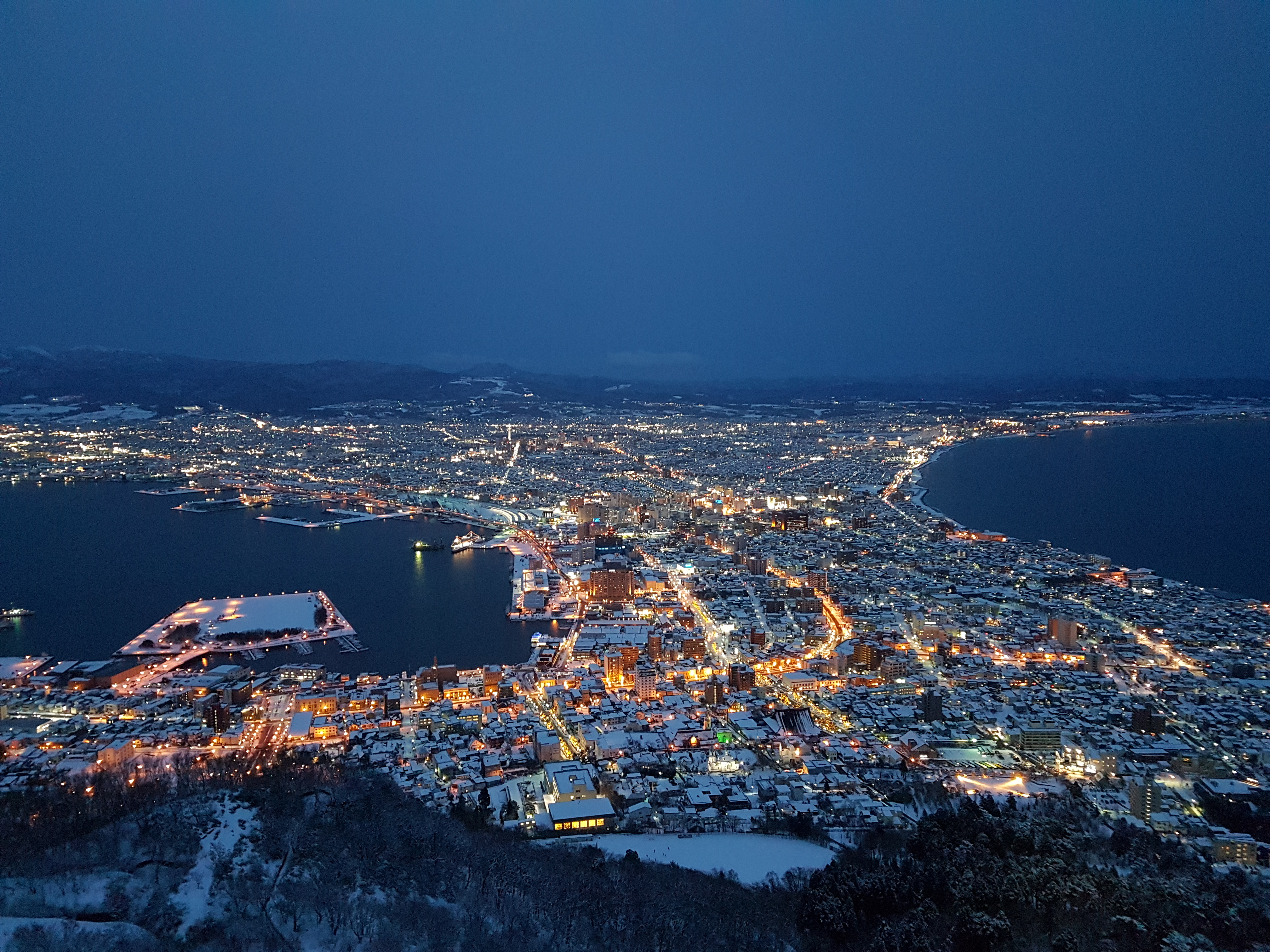
函館山からの夜景

### 横浜

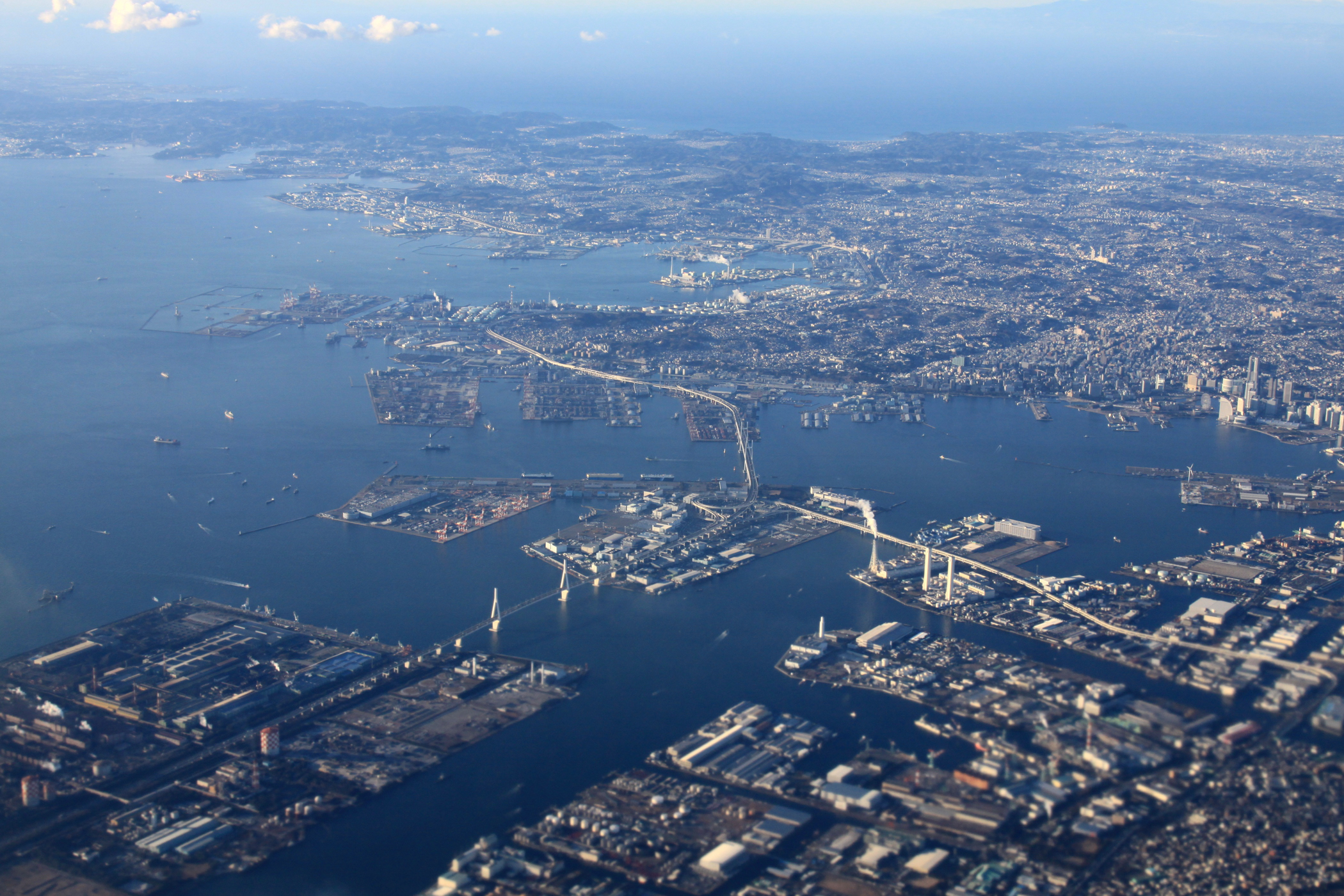
横浜港
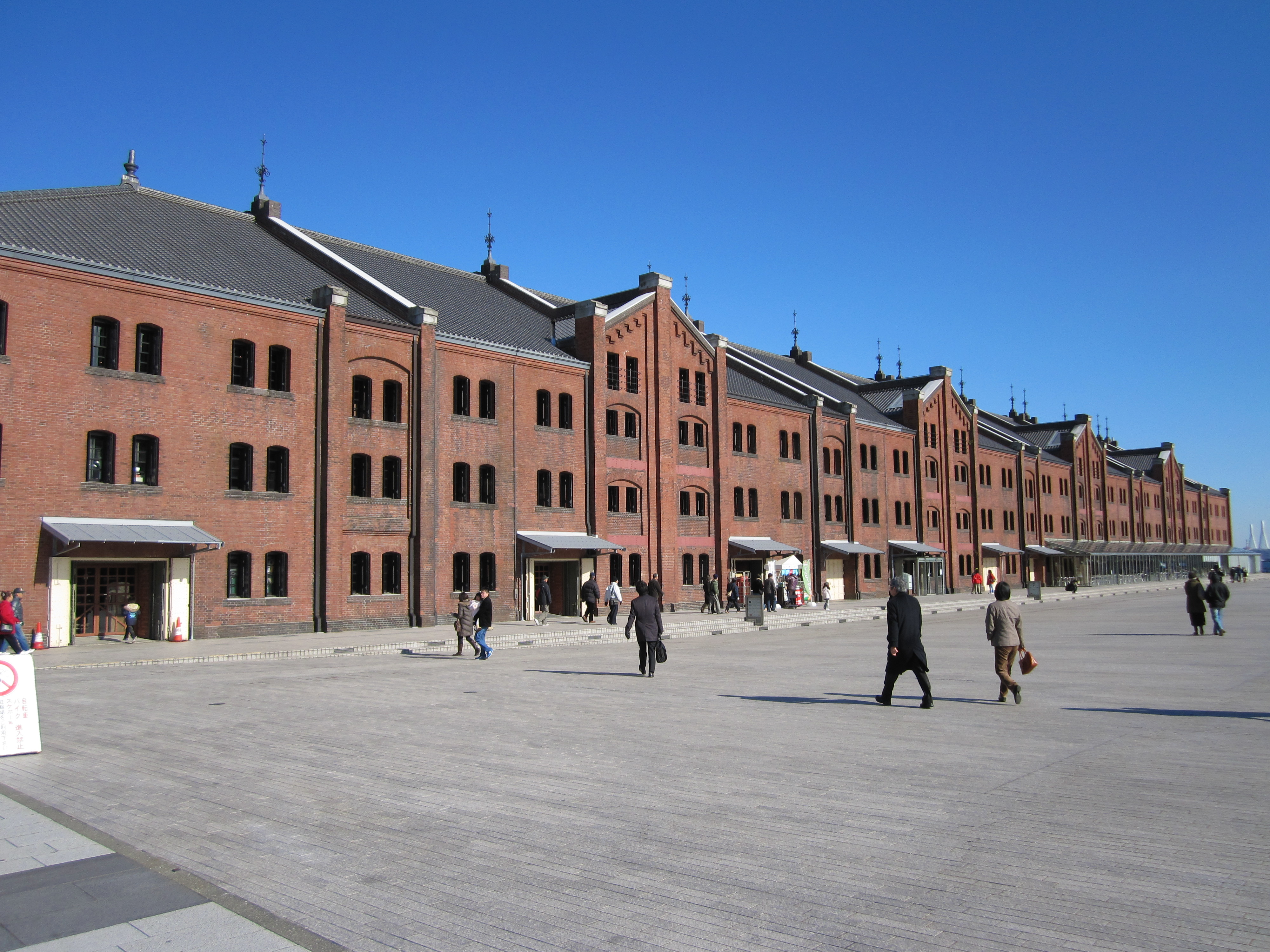
横浜赤レンガ倉庫
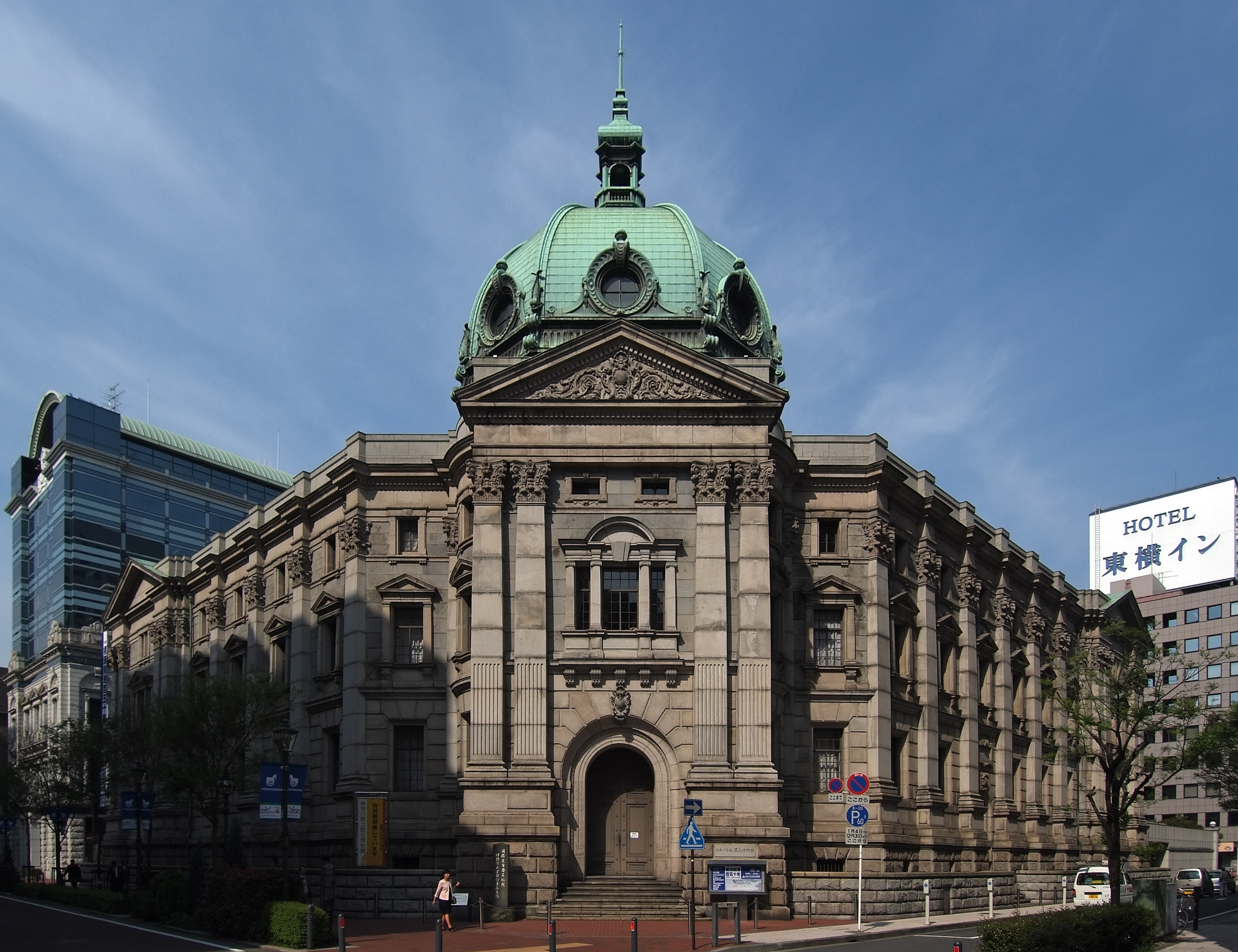
神奈川県立歴史博物館
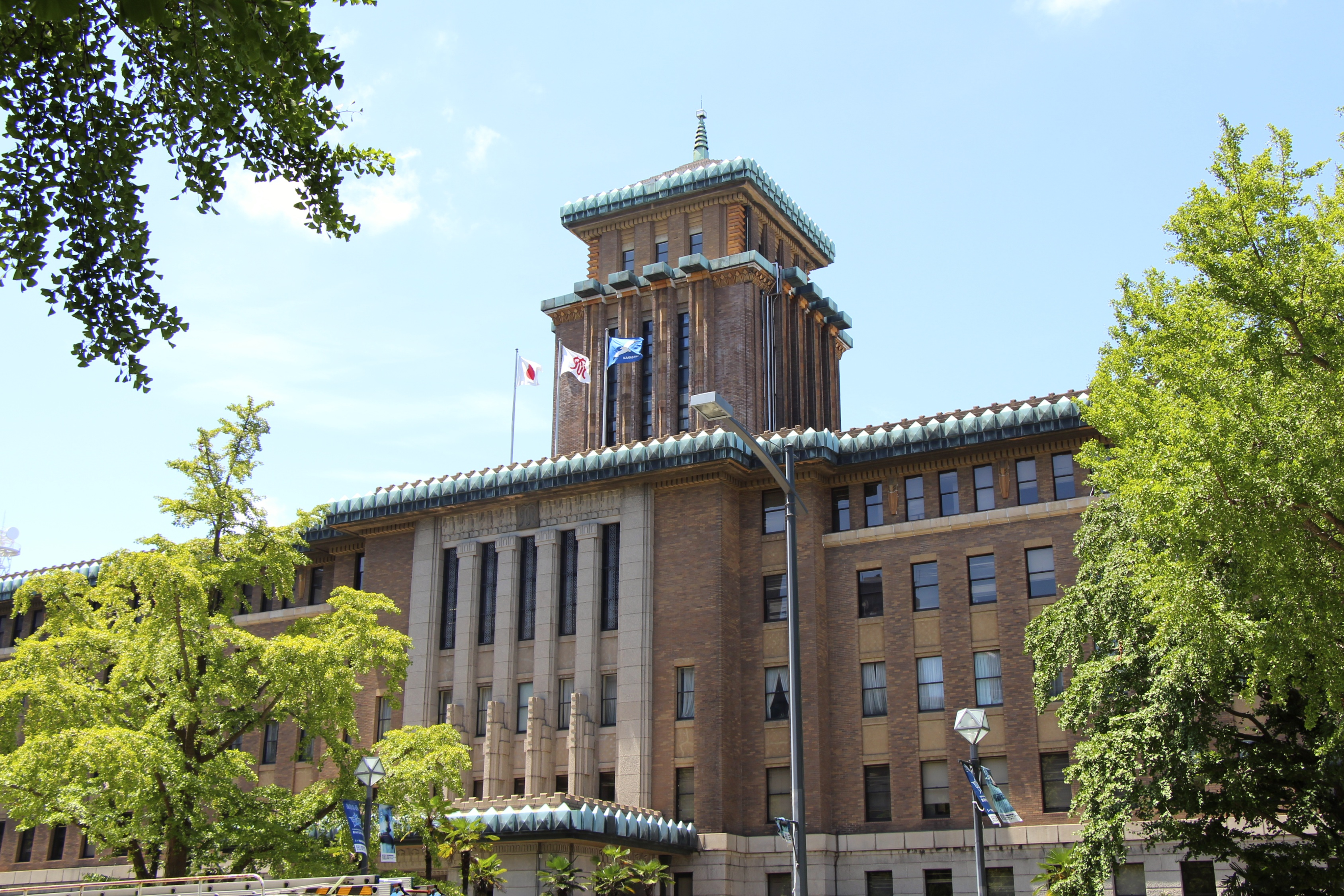
神奈川県庁舎（キングの塔）
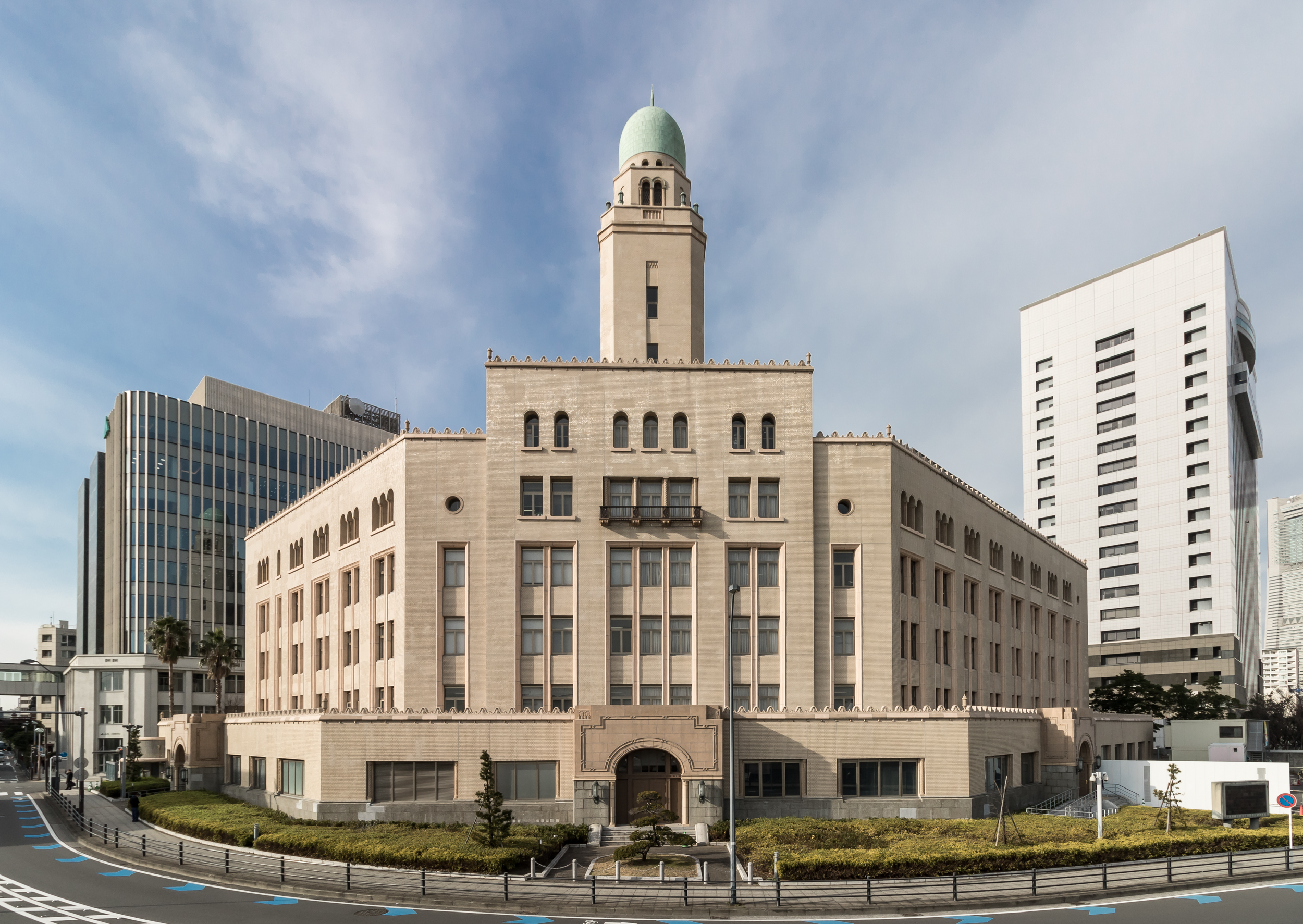
横浜税関（クイーンの塔）
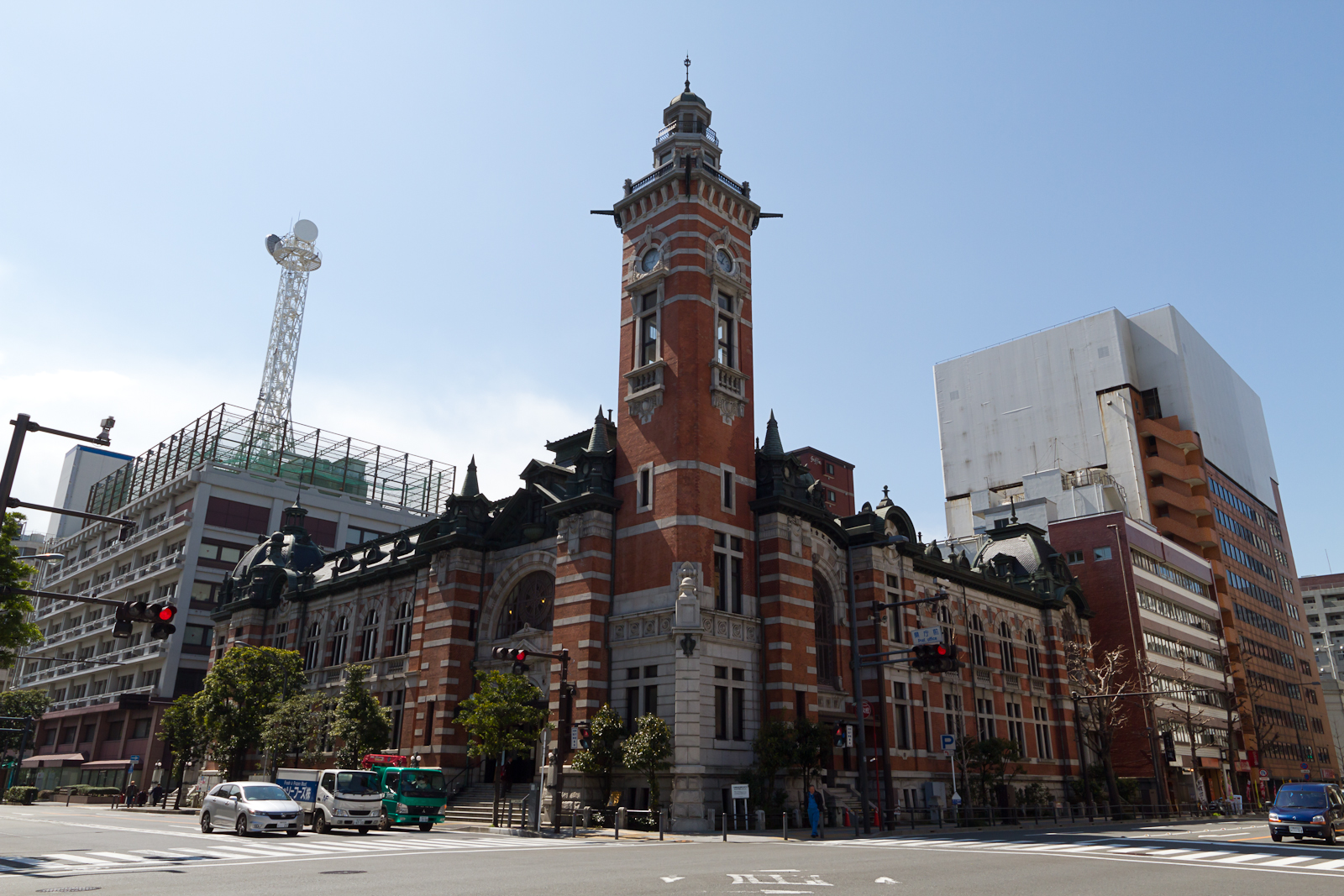
横浜開港記念会館（ジャックの塔）
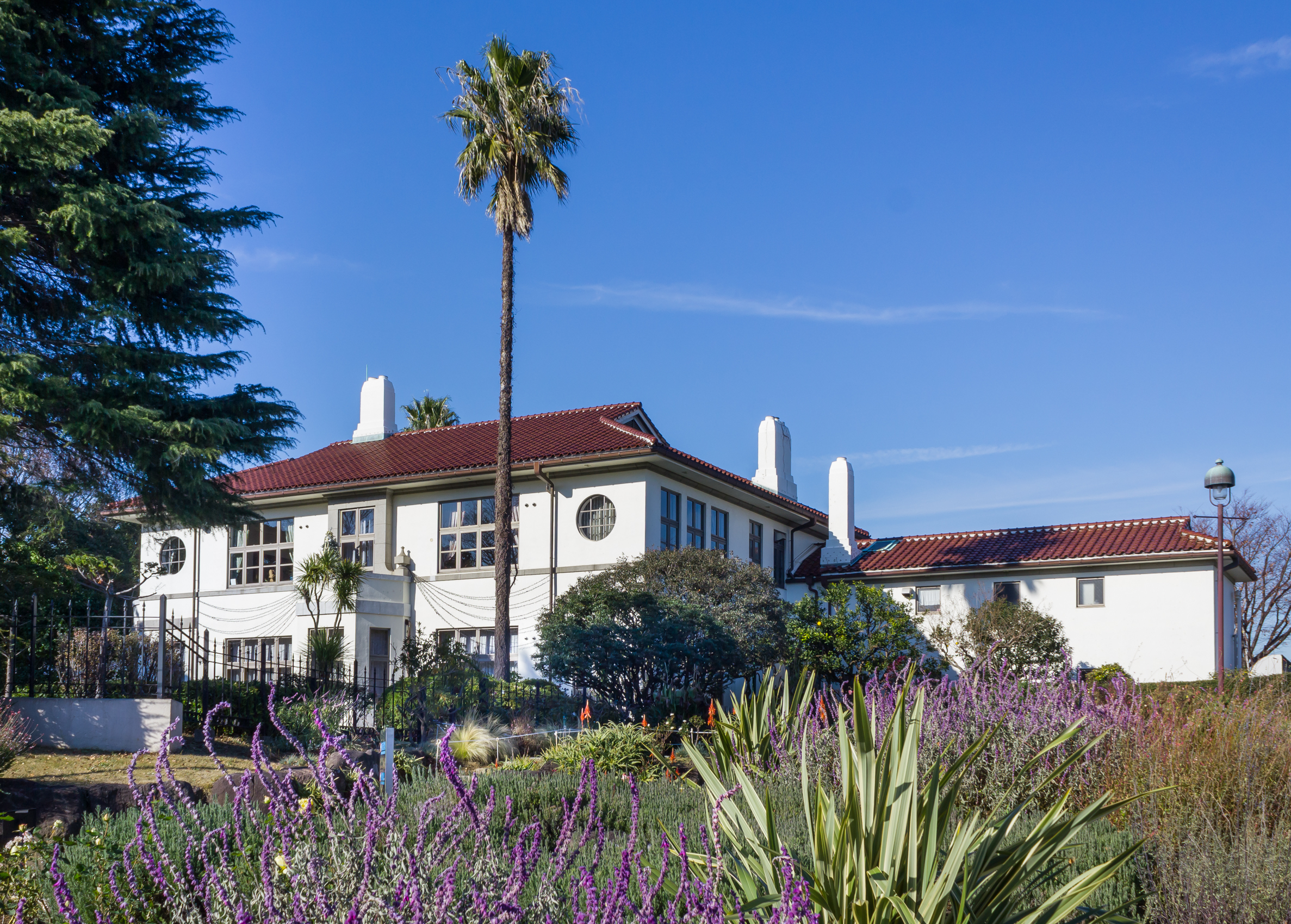
横浜市イギリス館（港の見える丘公園）
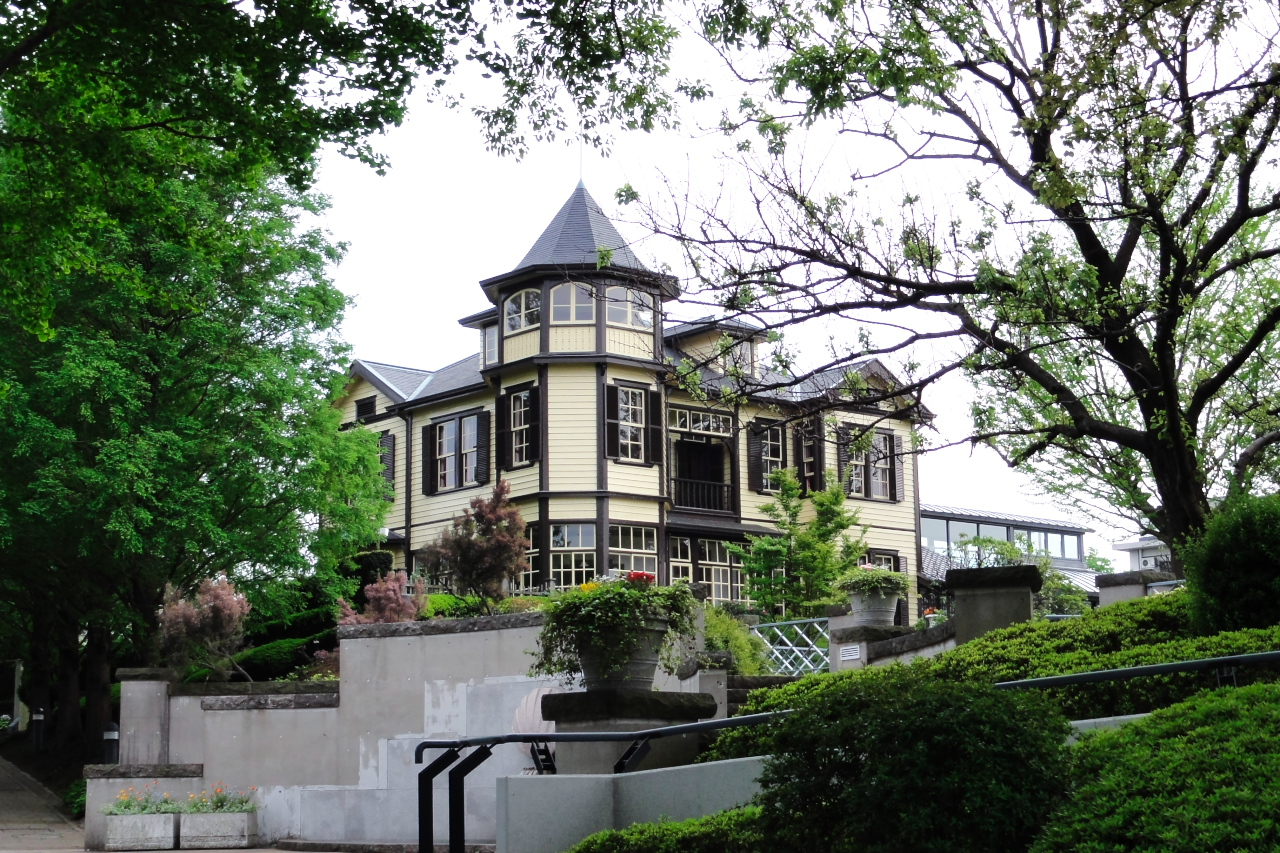
外交官の家（山手イタリア山庭園）
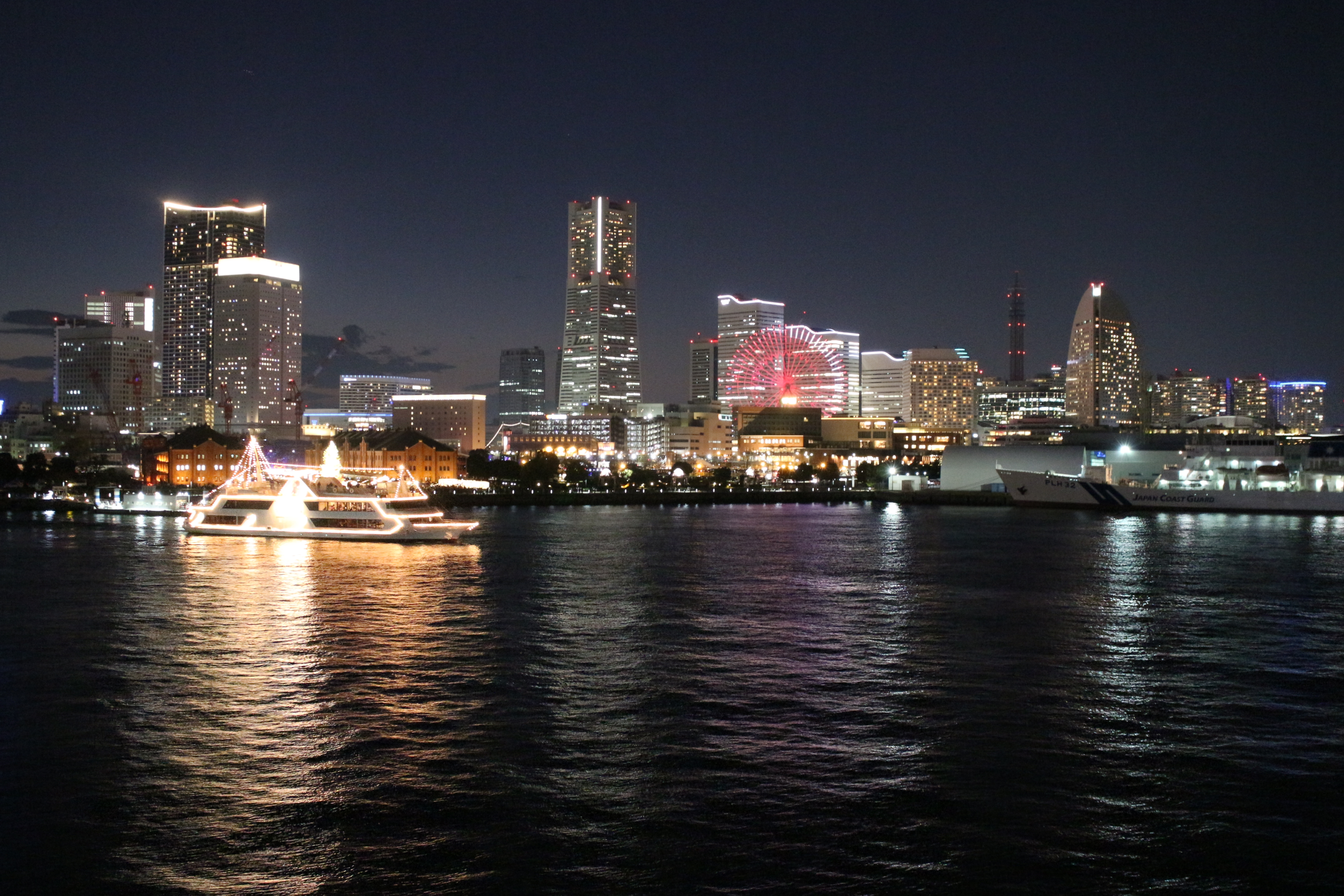
みなとみらい21の夜景

### 新潟

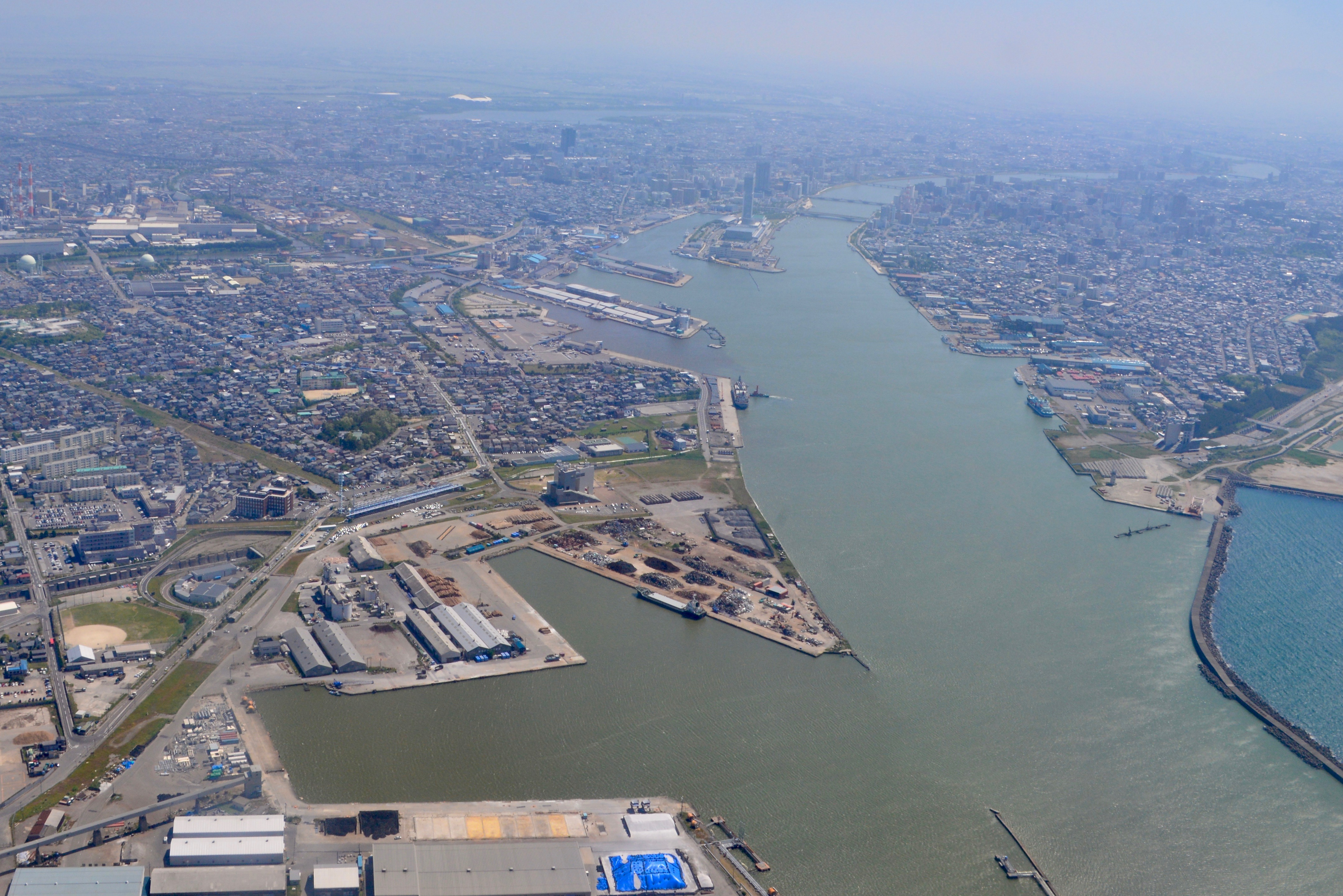
新潟港
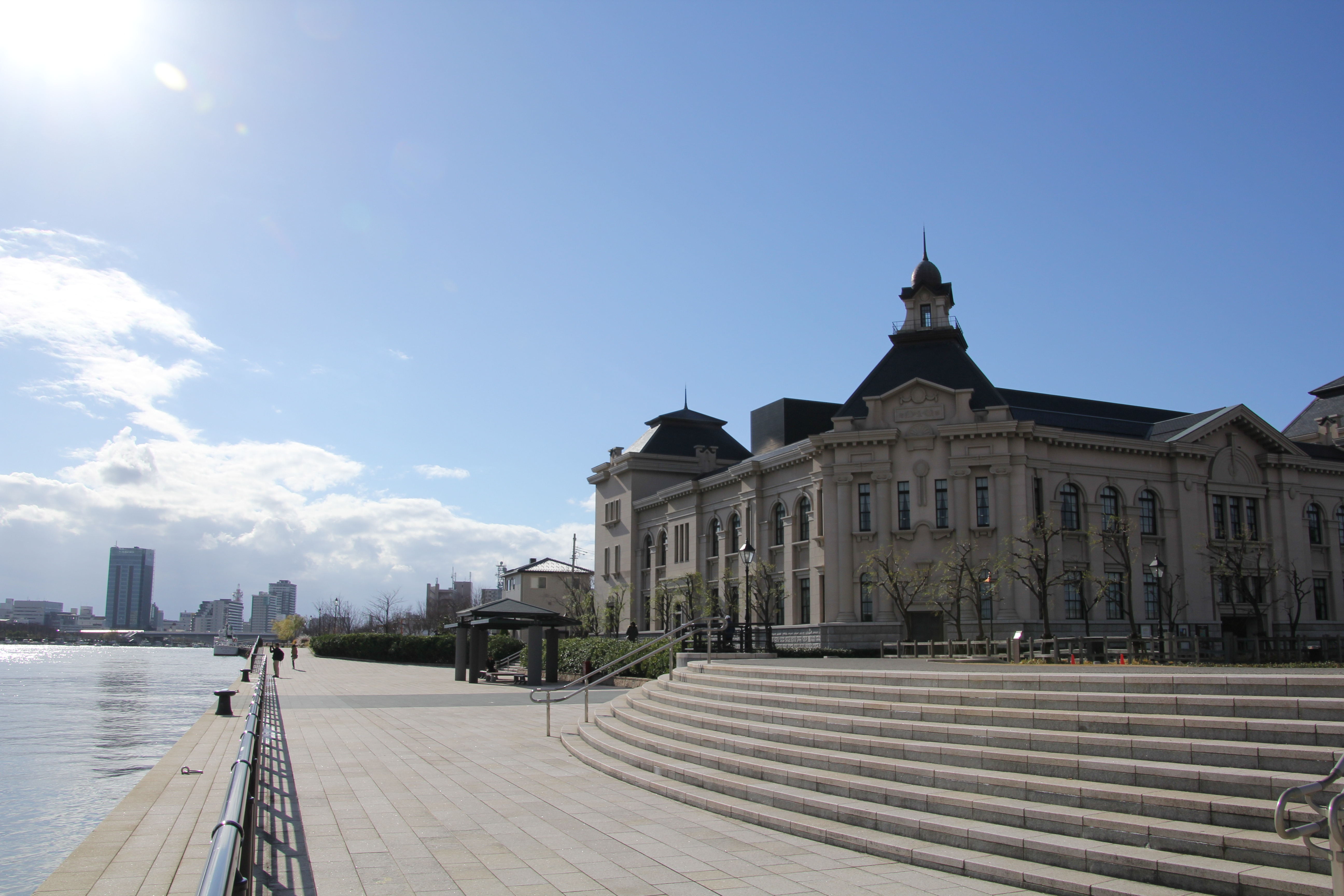
新潟市歴史博物館
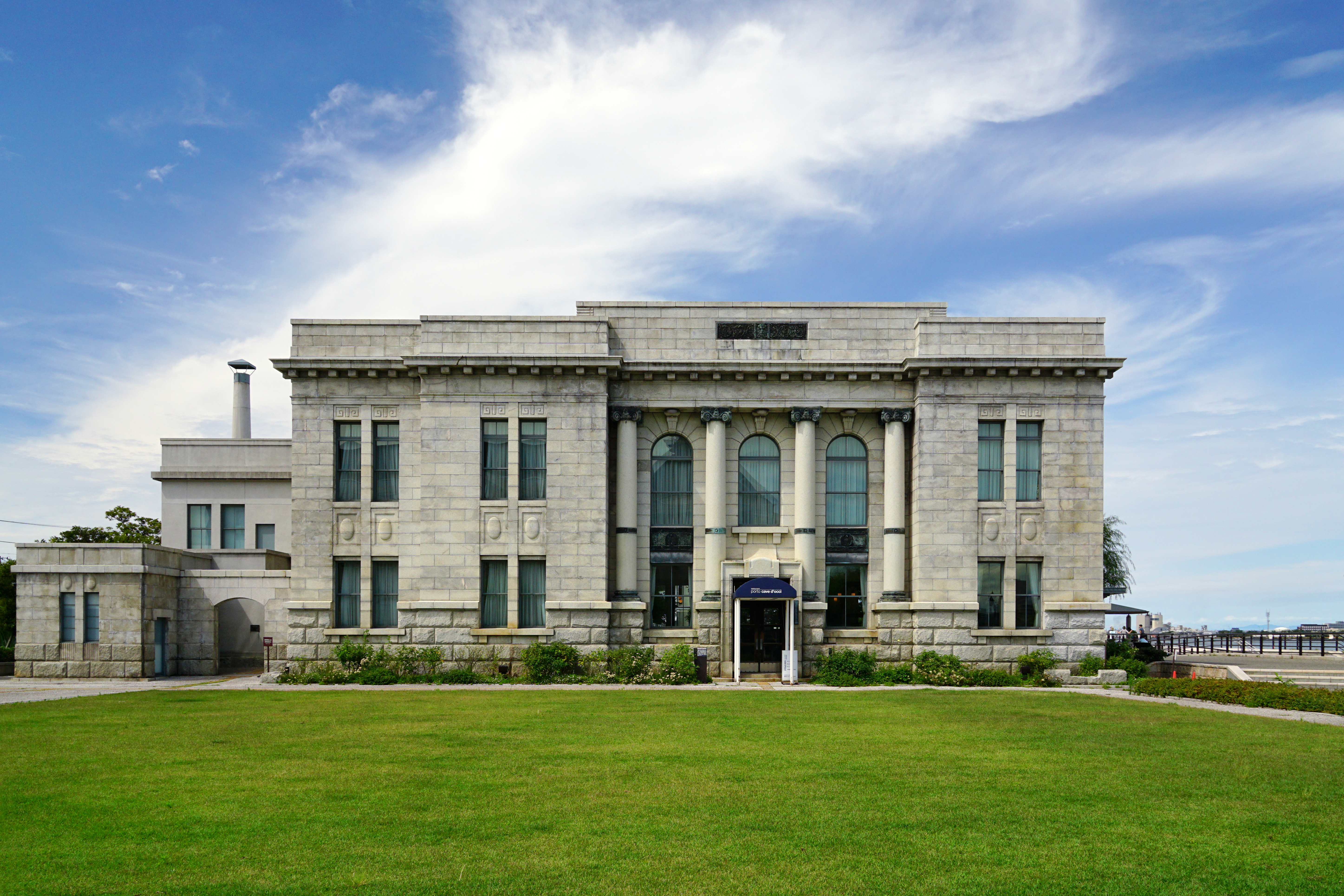
旧第四銀行住吉町支店
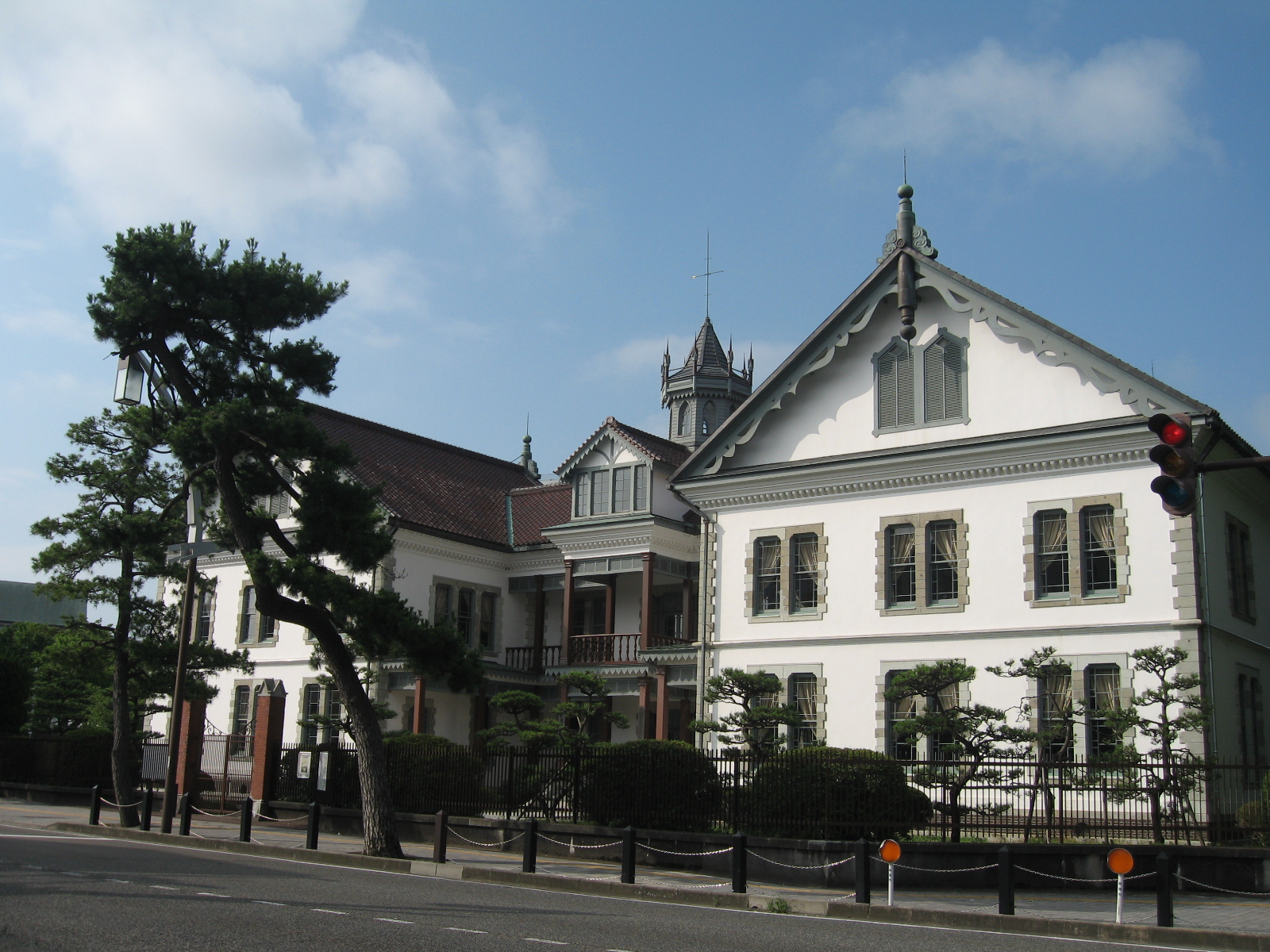
新潟県政記念館
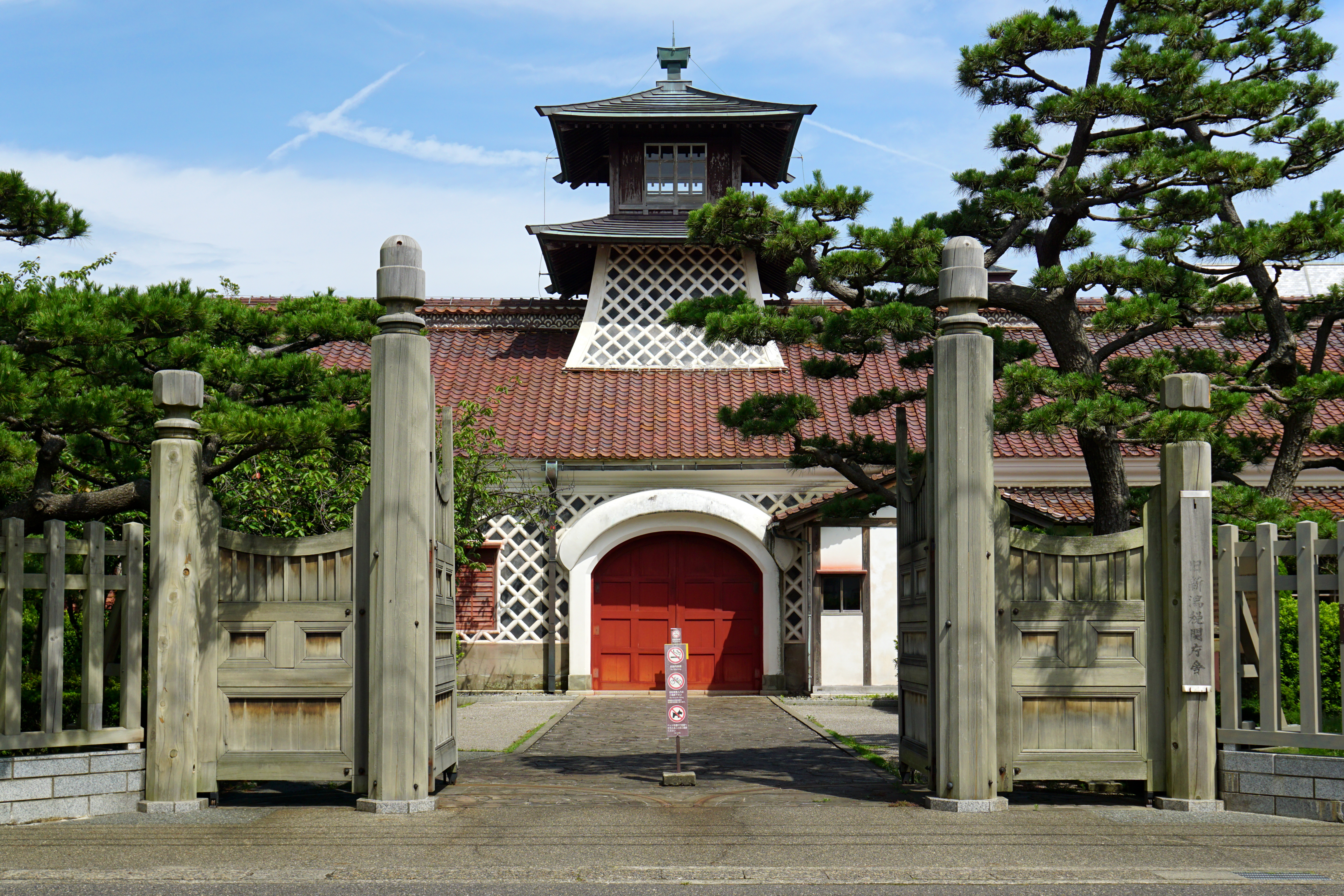
旧新潟税関庁舎
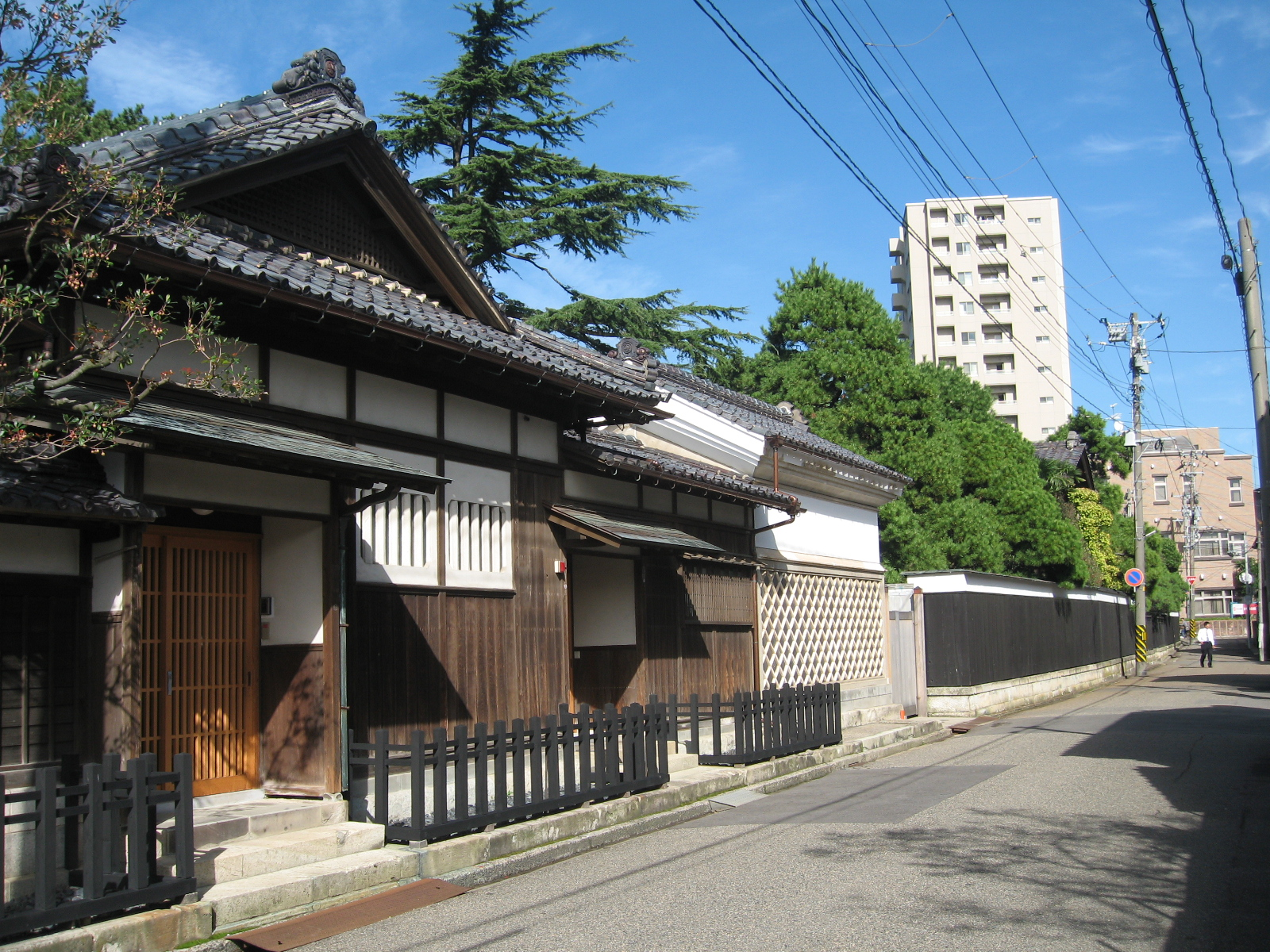
旧齋藤家別邸
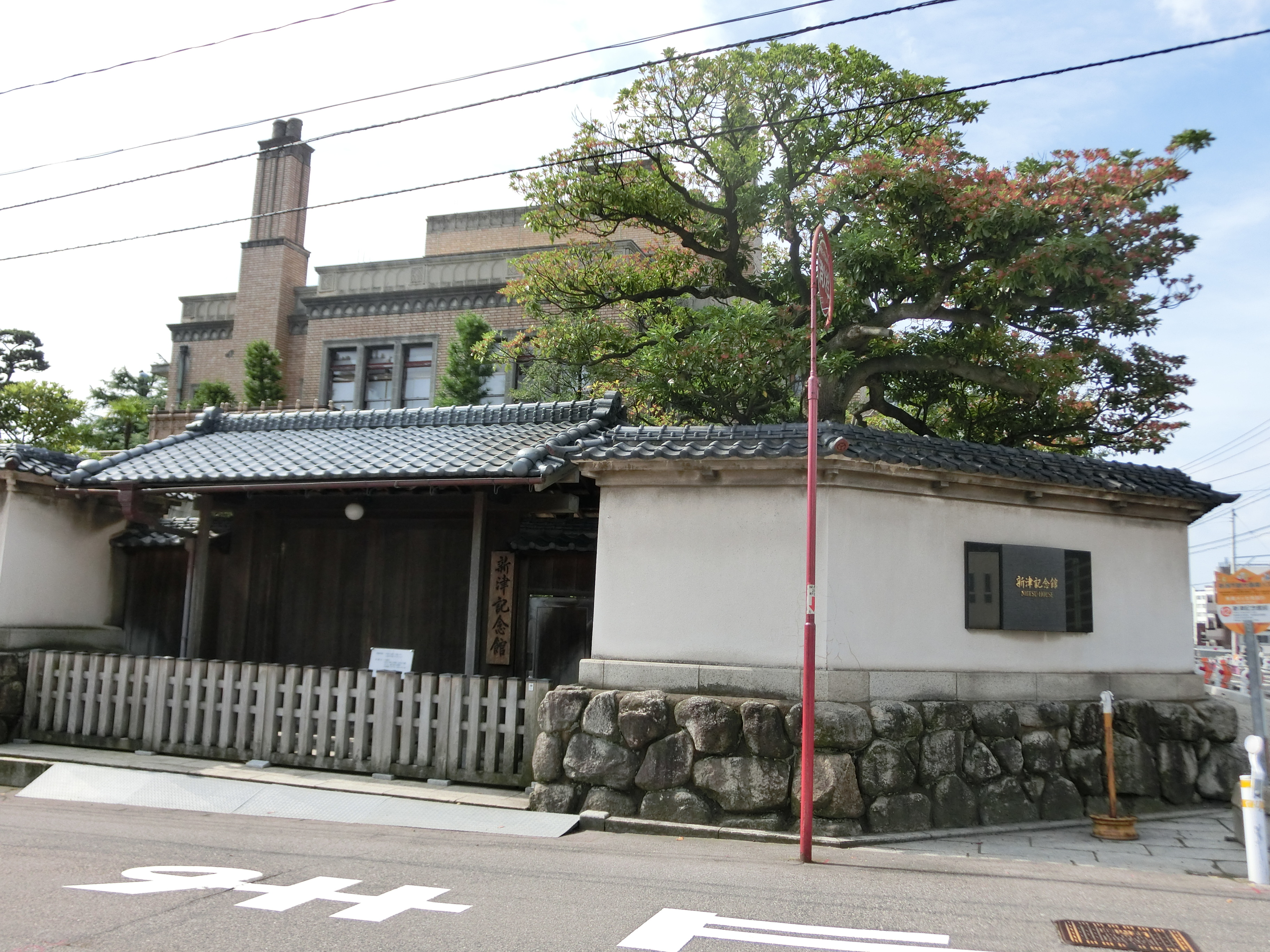
旧新津邸迎賓館
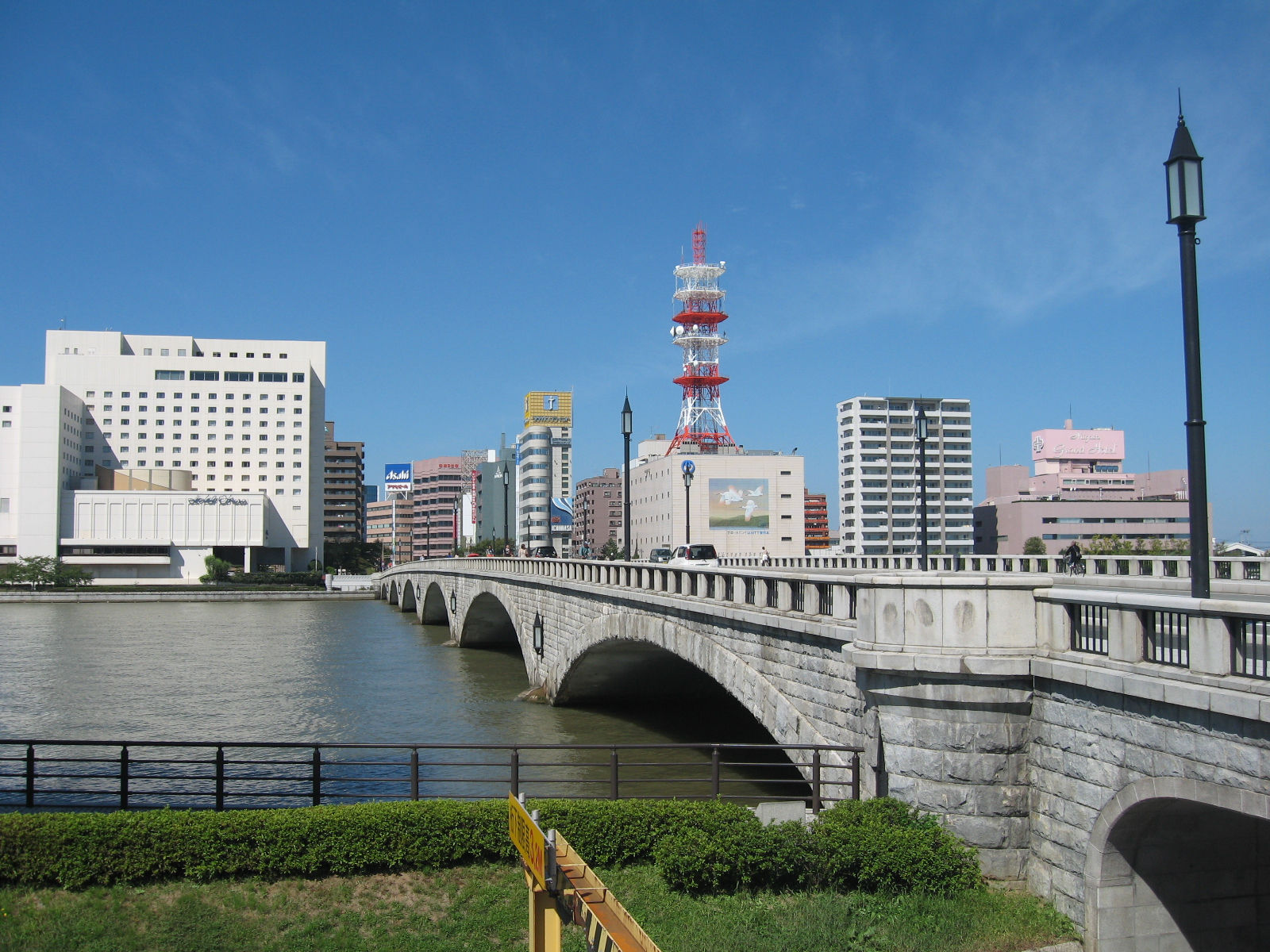
萬代橋
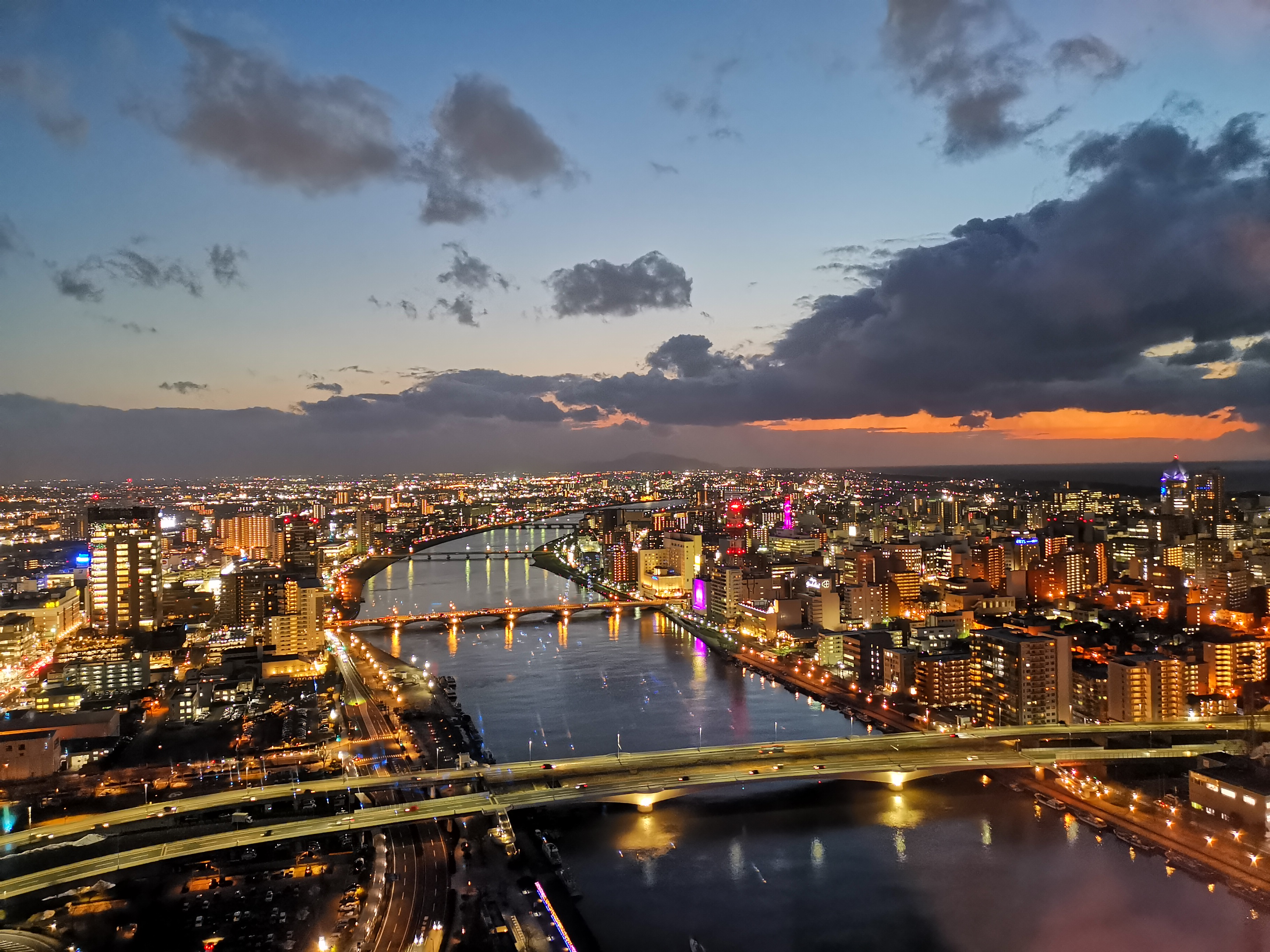
信濃川と新潟市の夜景

### 神戸

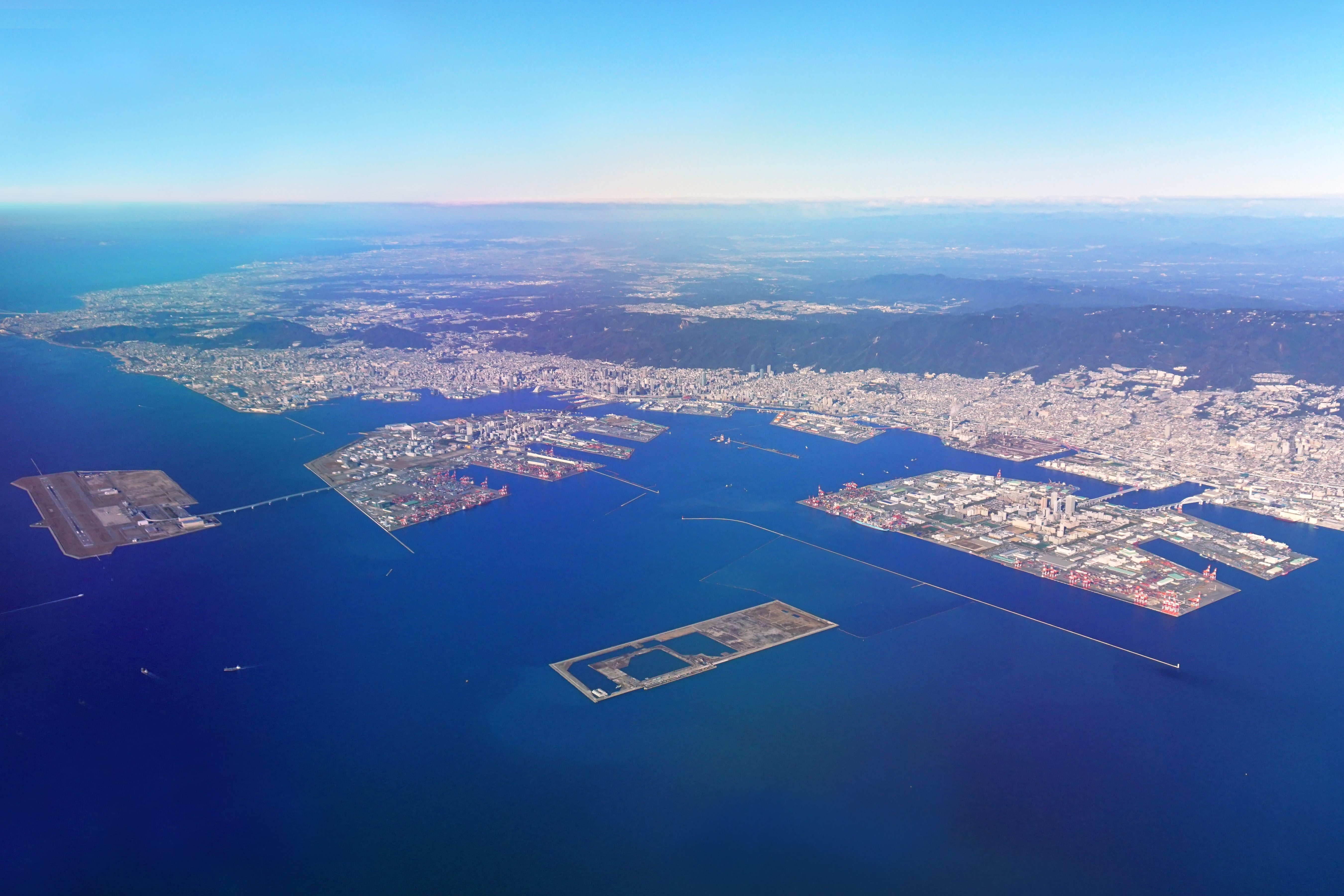
神戸港
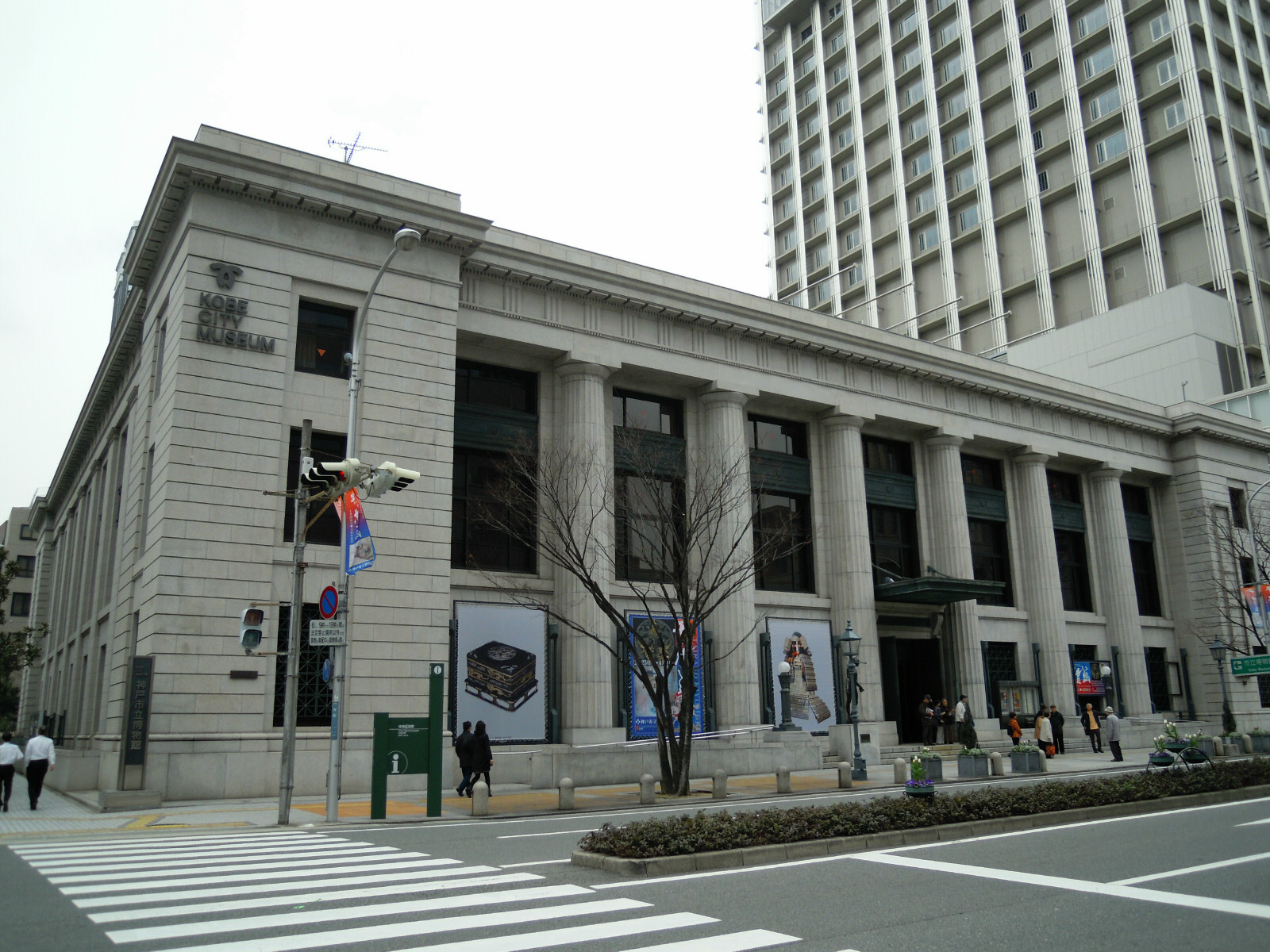
神戸市立博物館
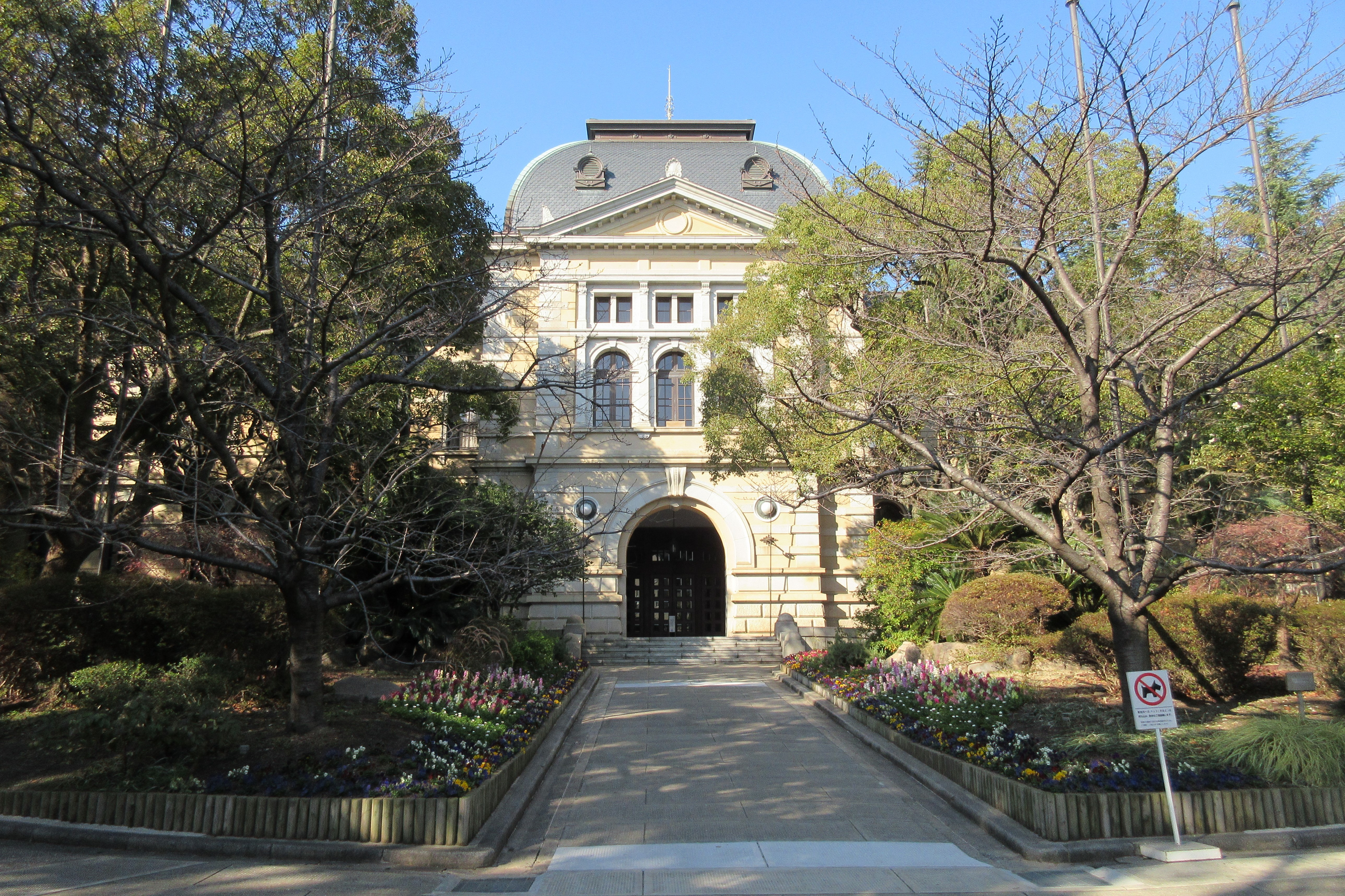
兵庫県公館
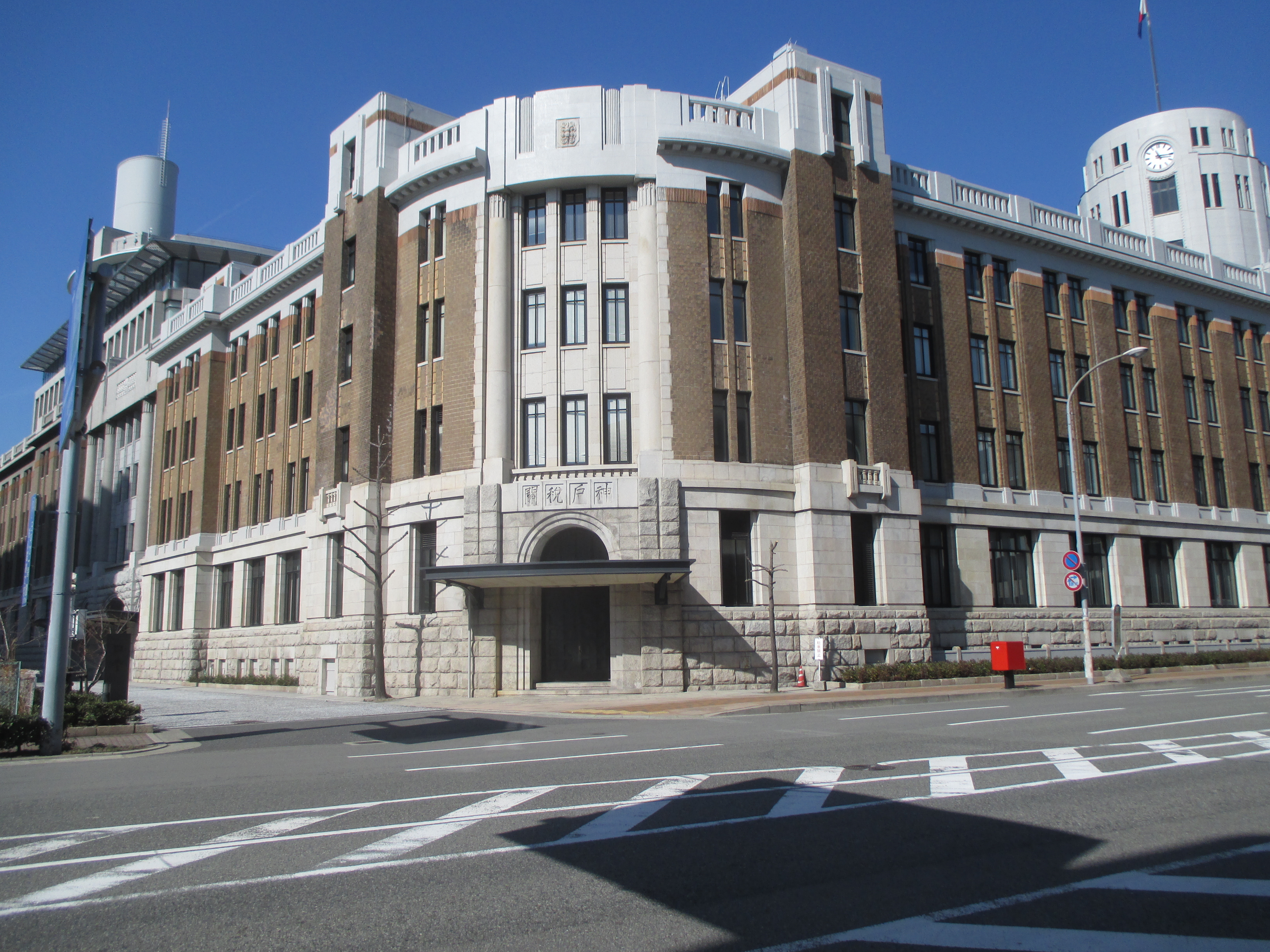
神戸税関
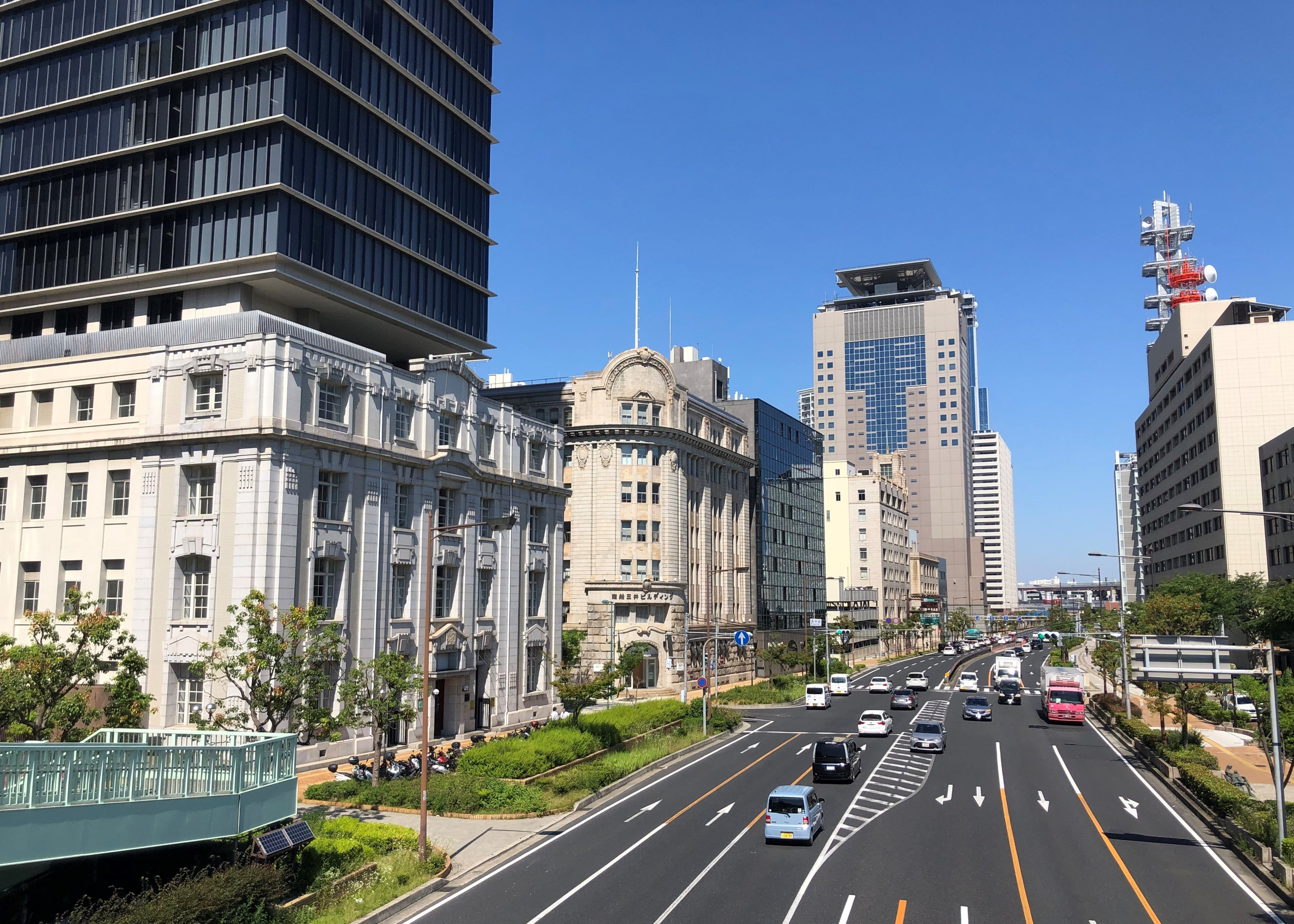
海岸ビル（海岸通）
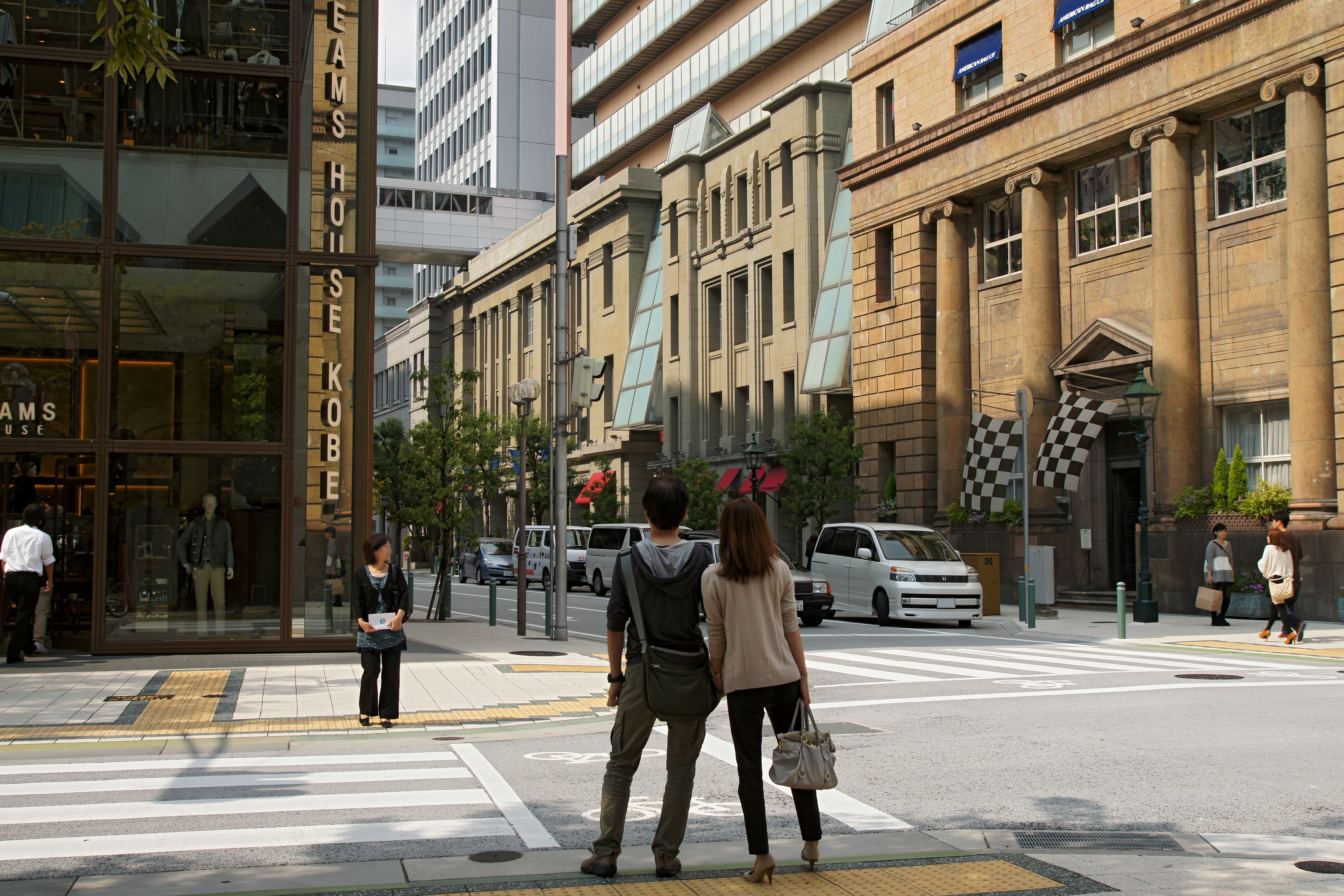
トアロード（神戸外国人居留地）
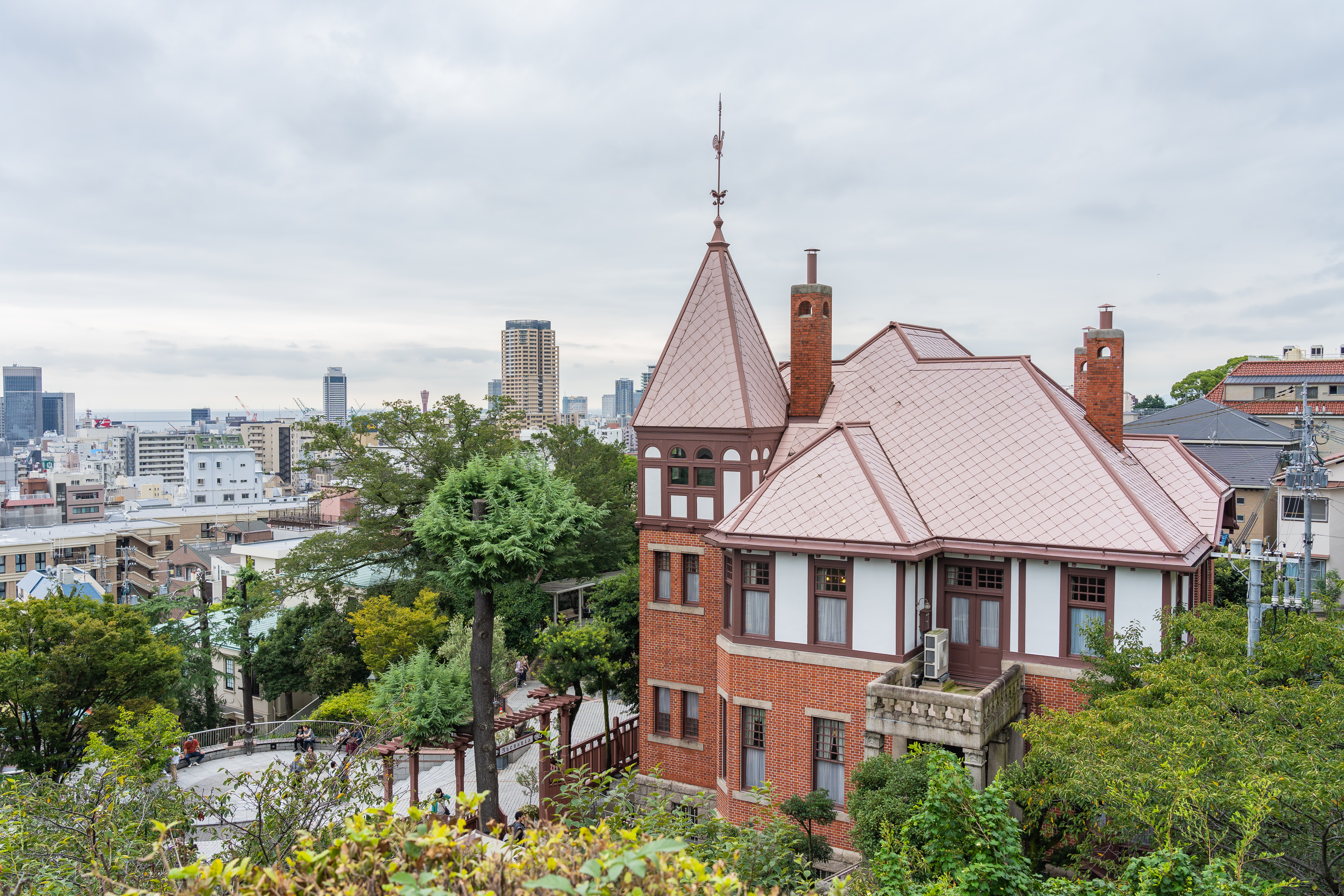
神戸市風見鶏の館（北野町山本通）
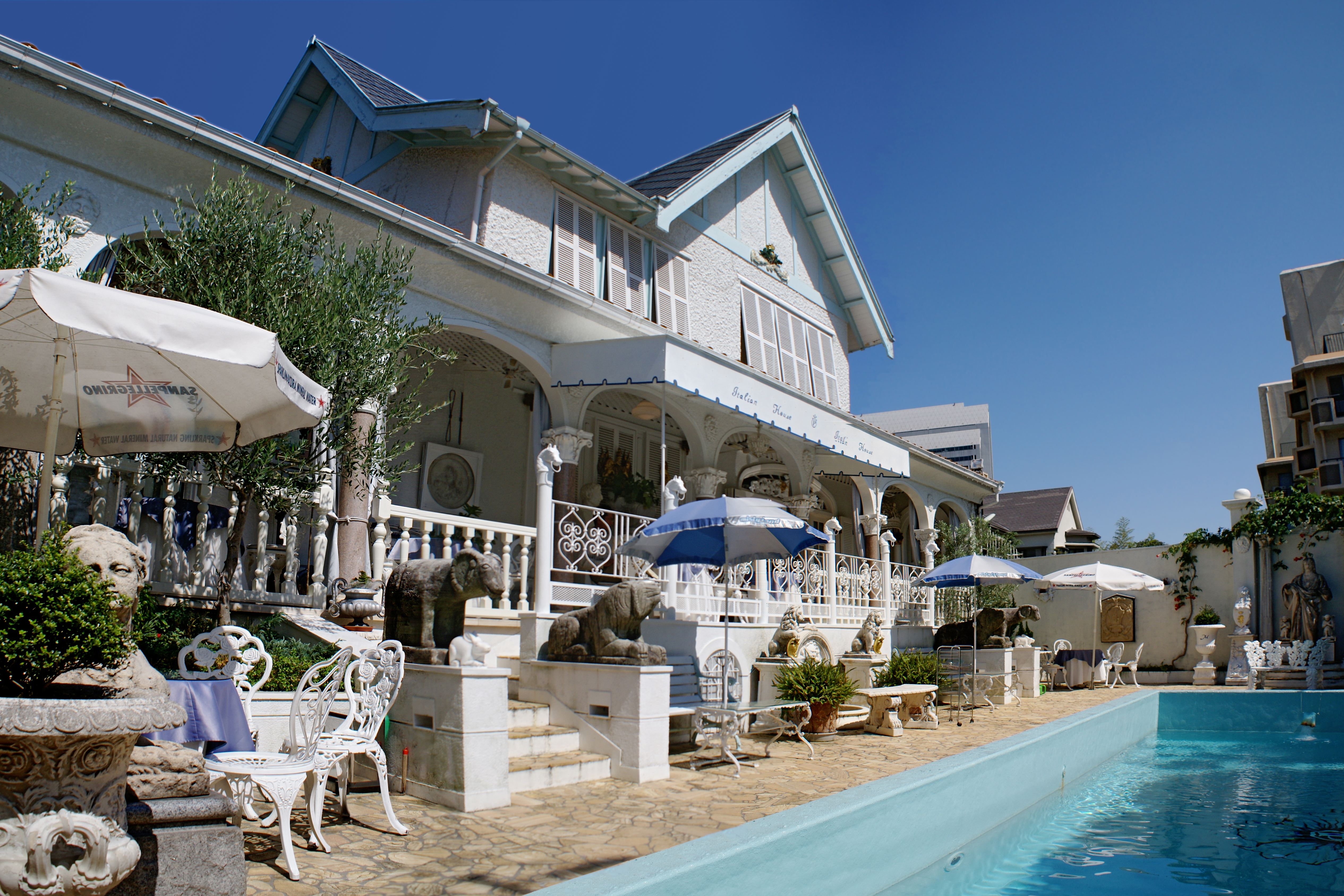
旧アボイ邸
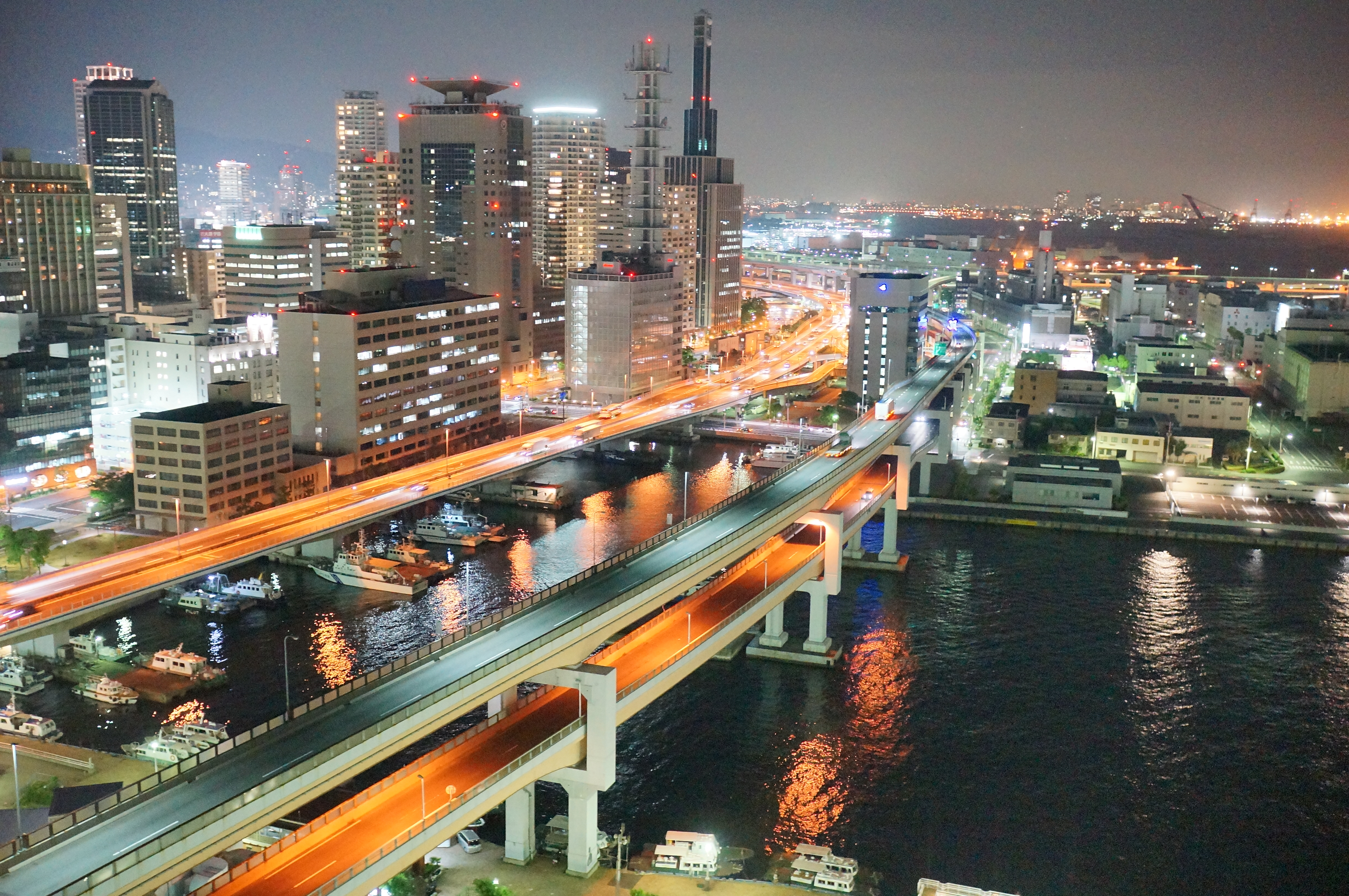
ホテルオークラ神戸から見た神戸の夜景

### 長崎

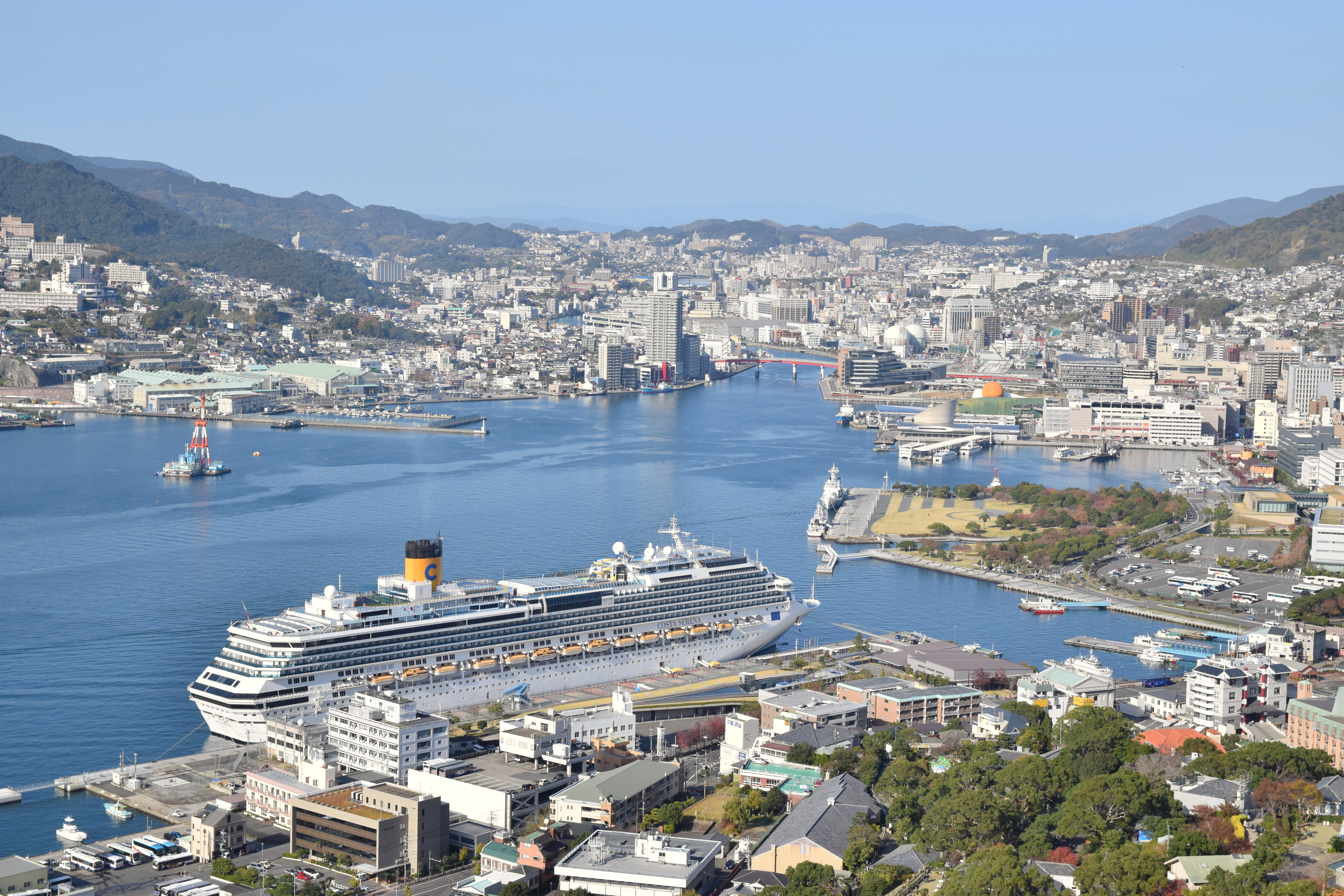
長崎港
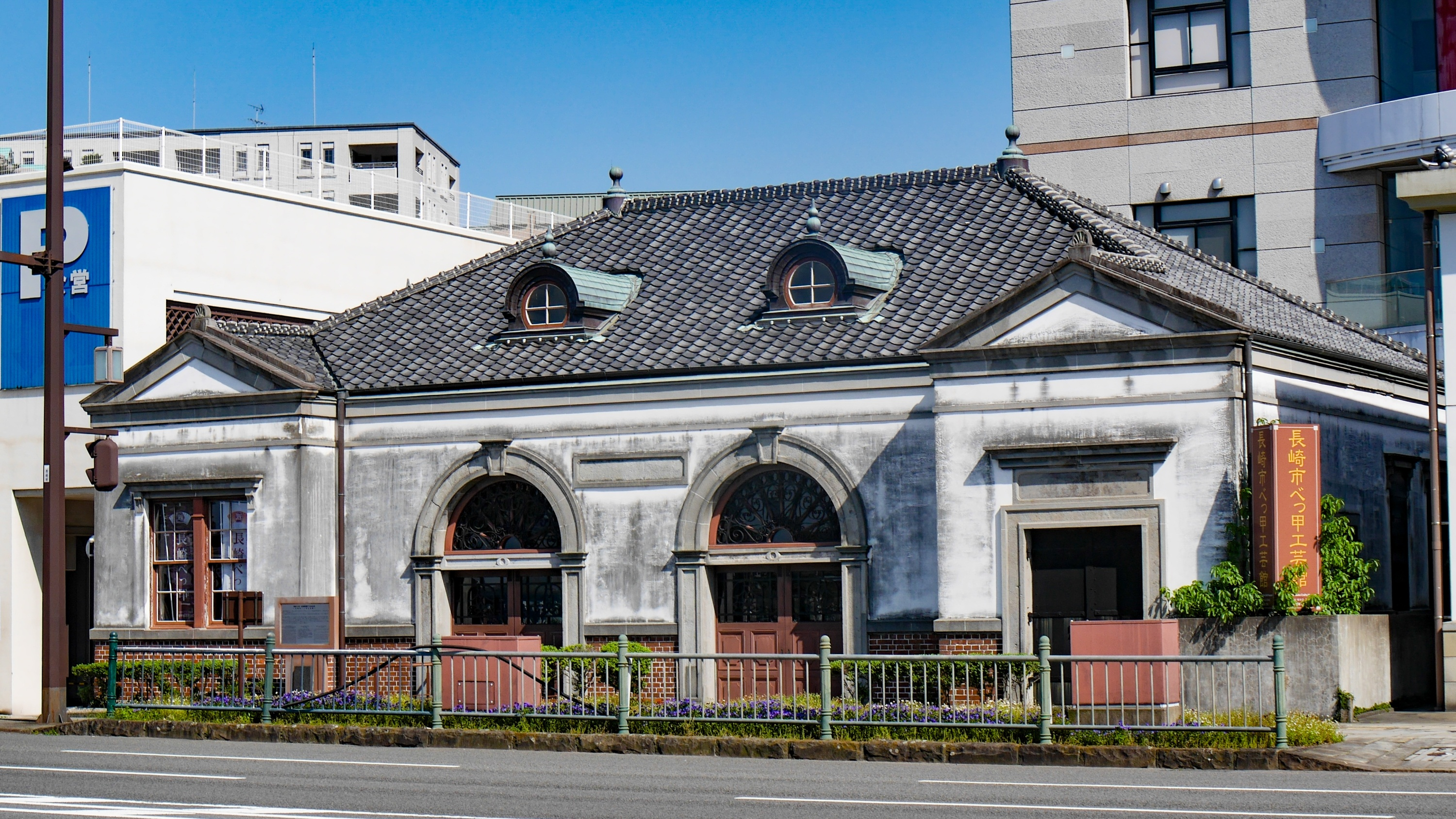
長崎税関
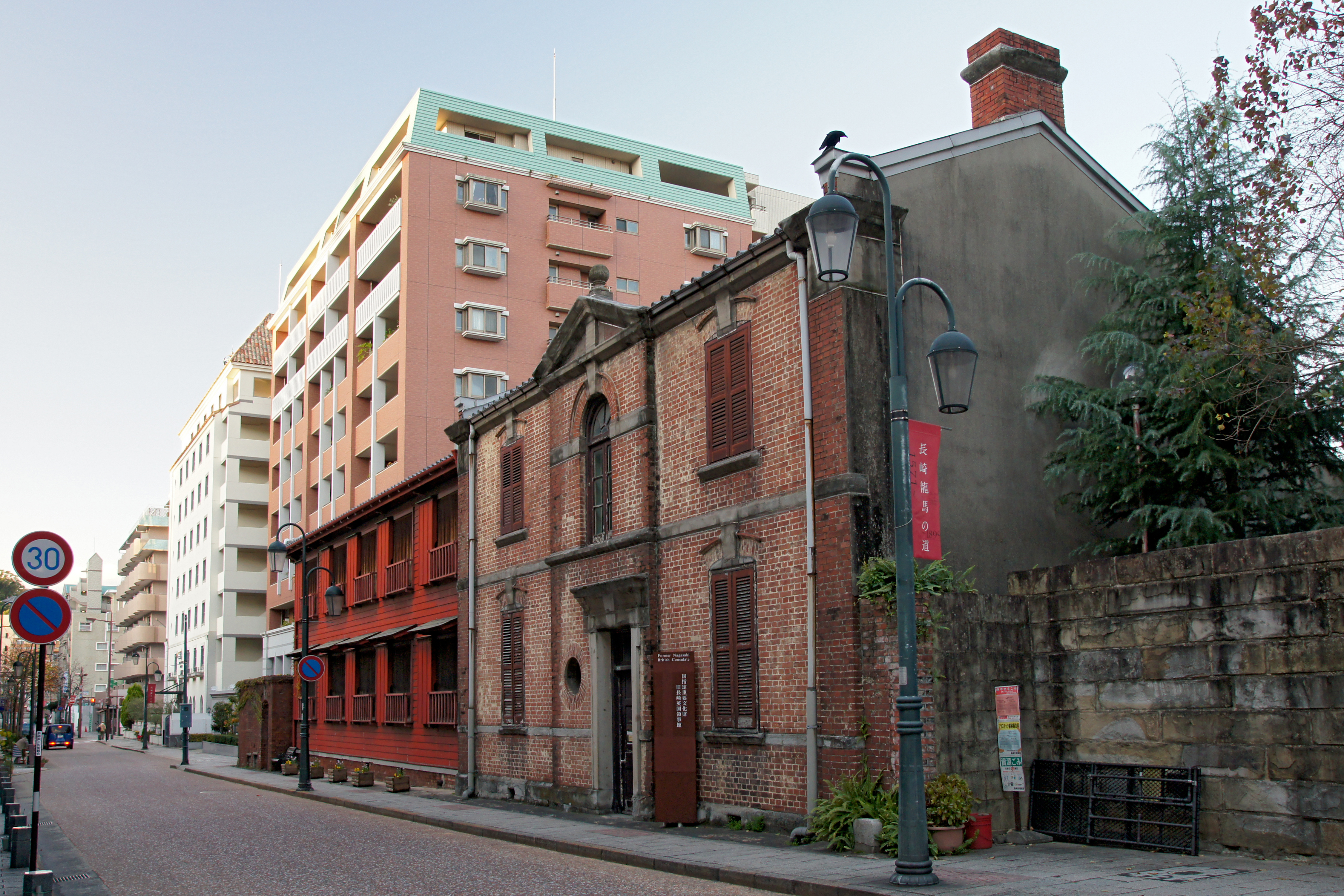
旧長崎英国領事館
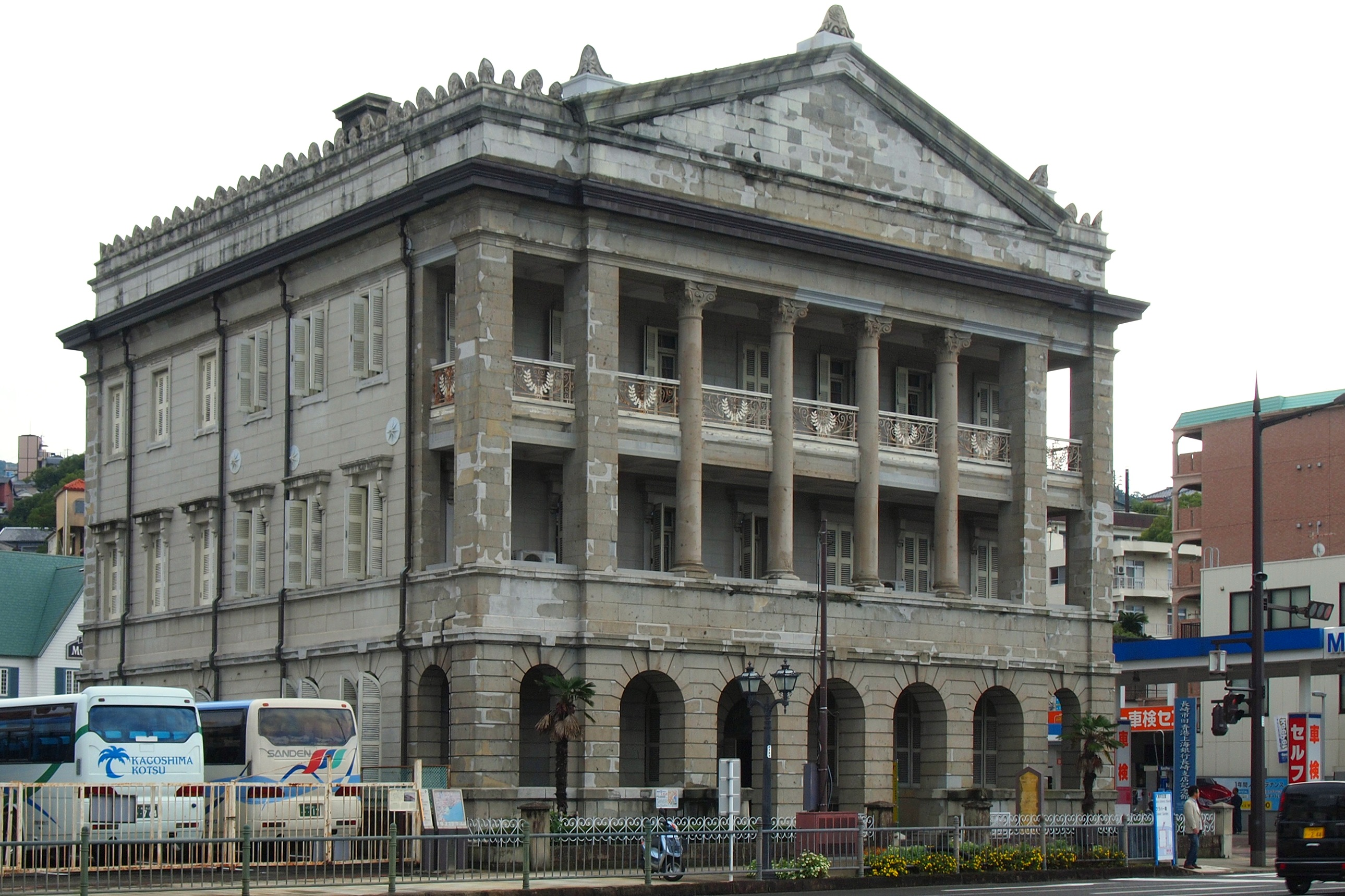
旧香港上海銀行長崎支店
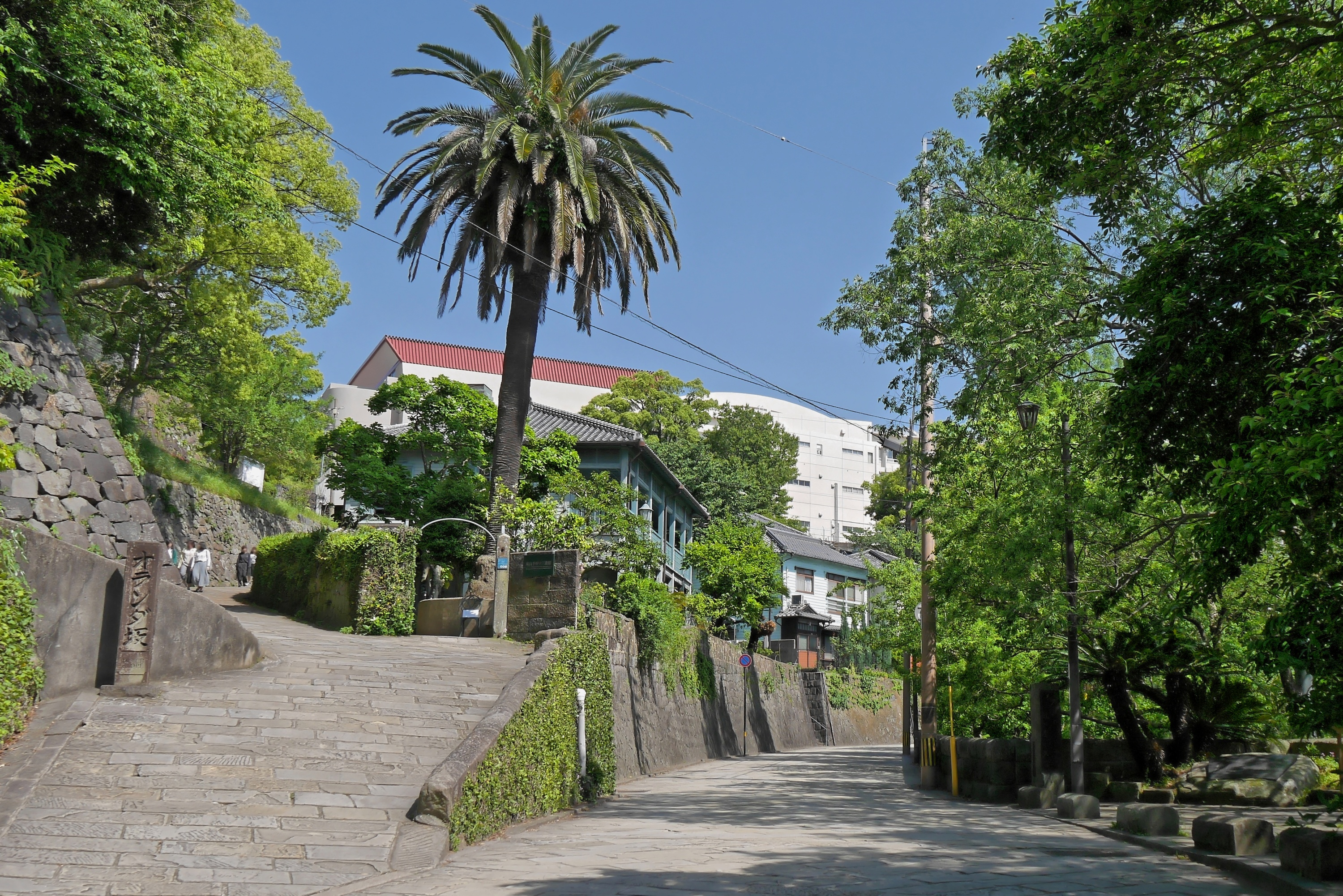
オランダ坂（東山手）
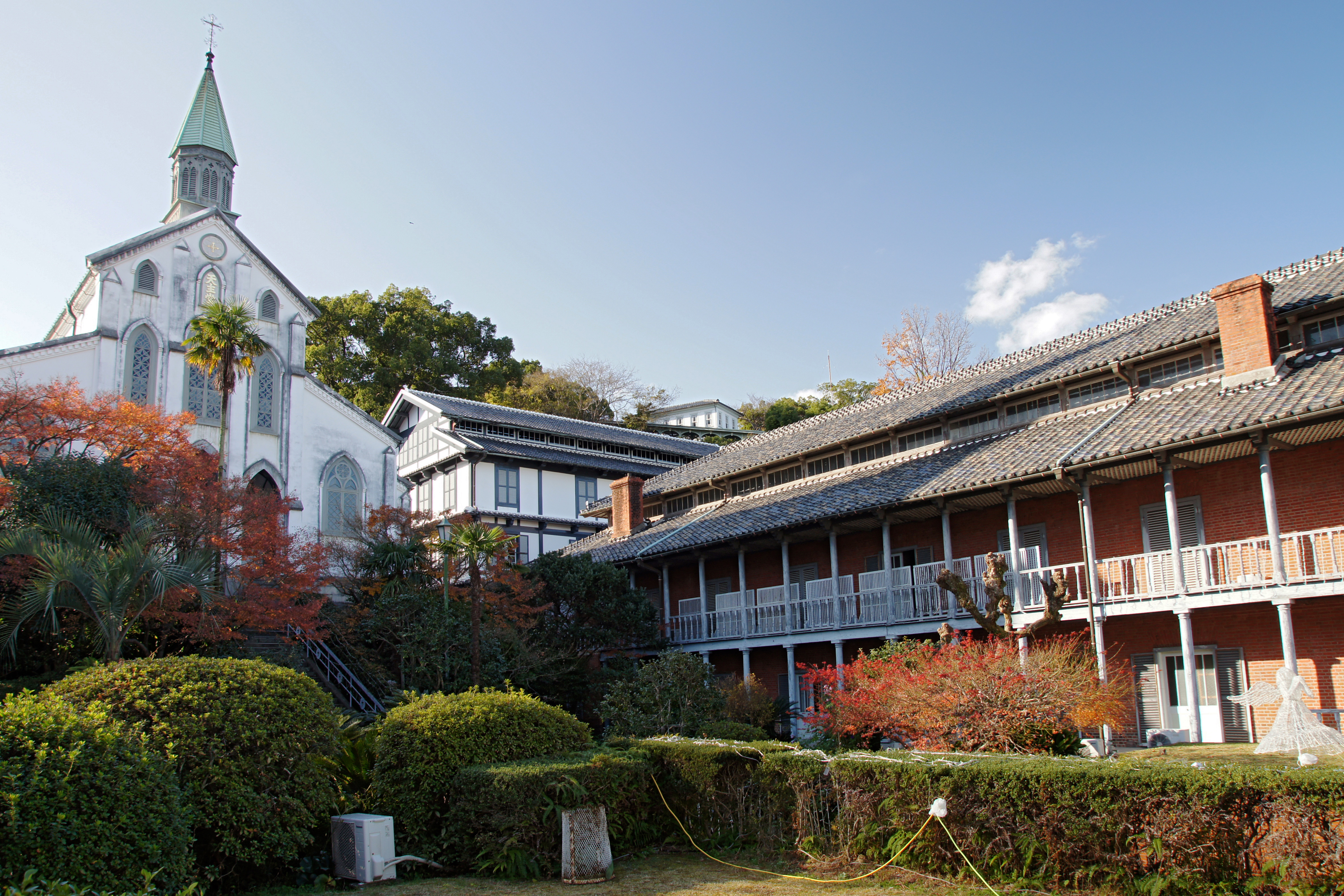
大浦天主堂（南山手）
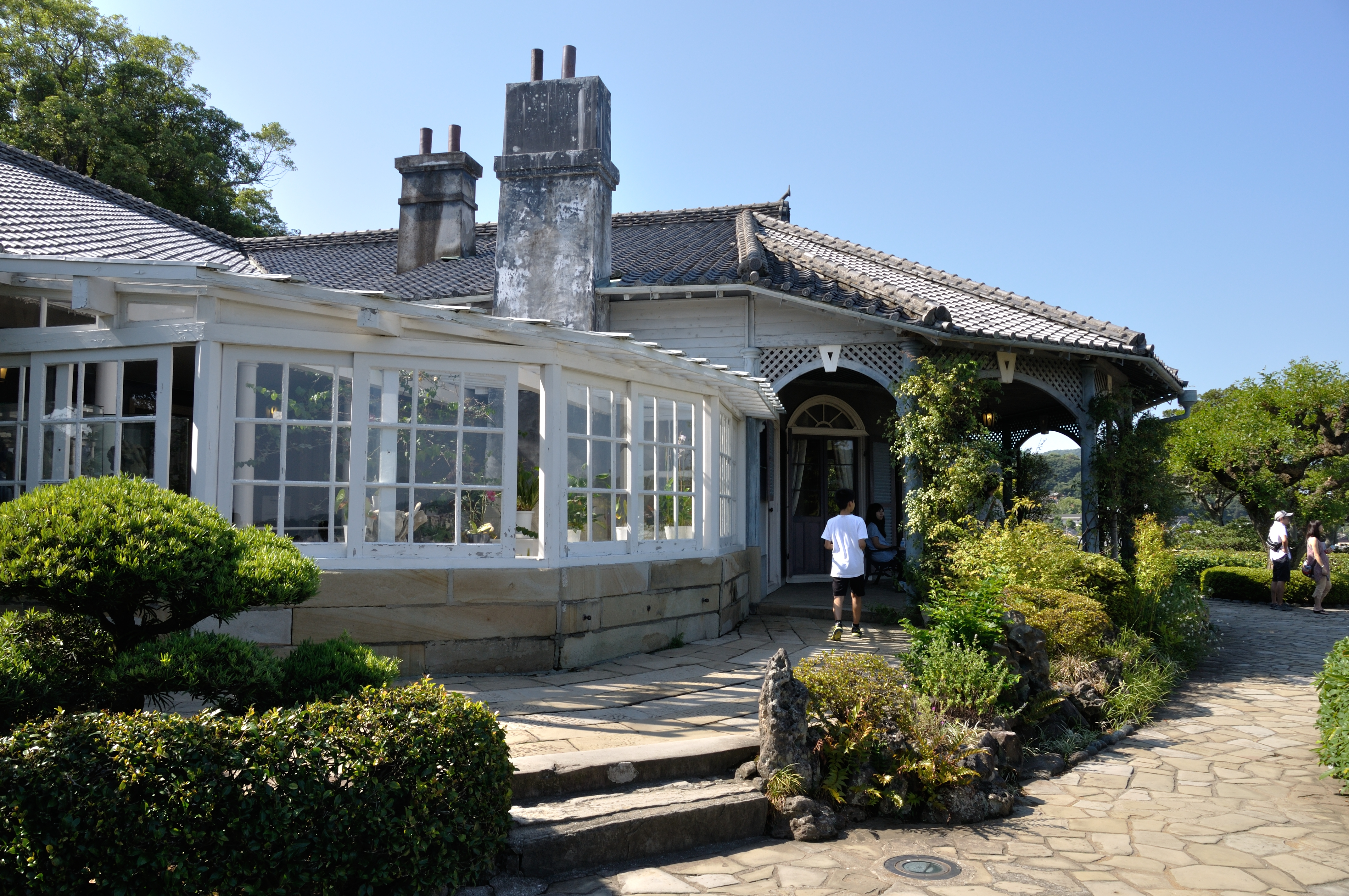
グラバー園（南山手）
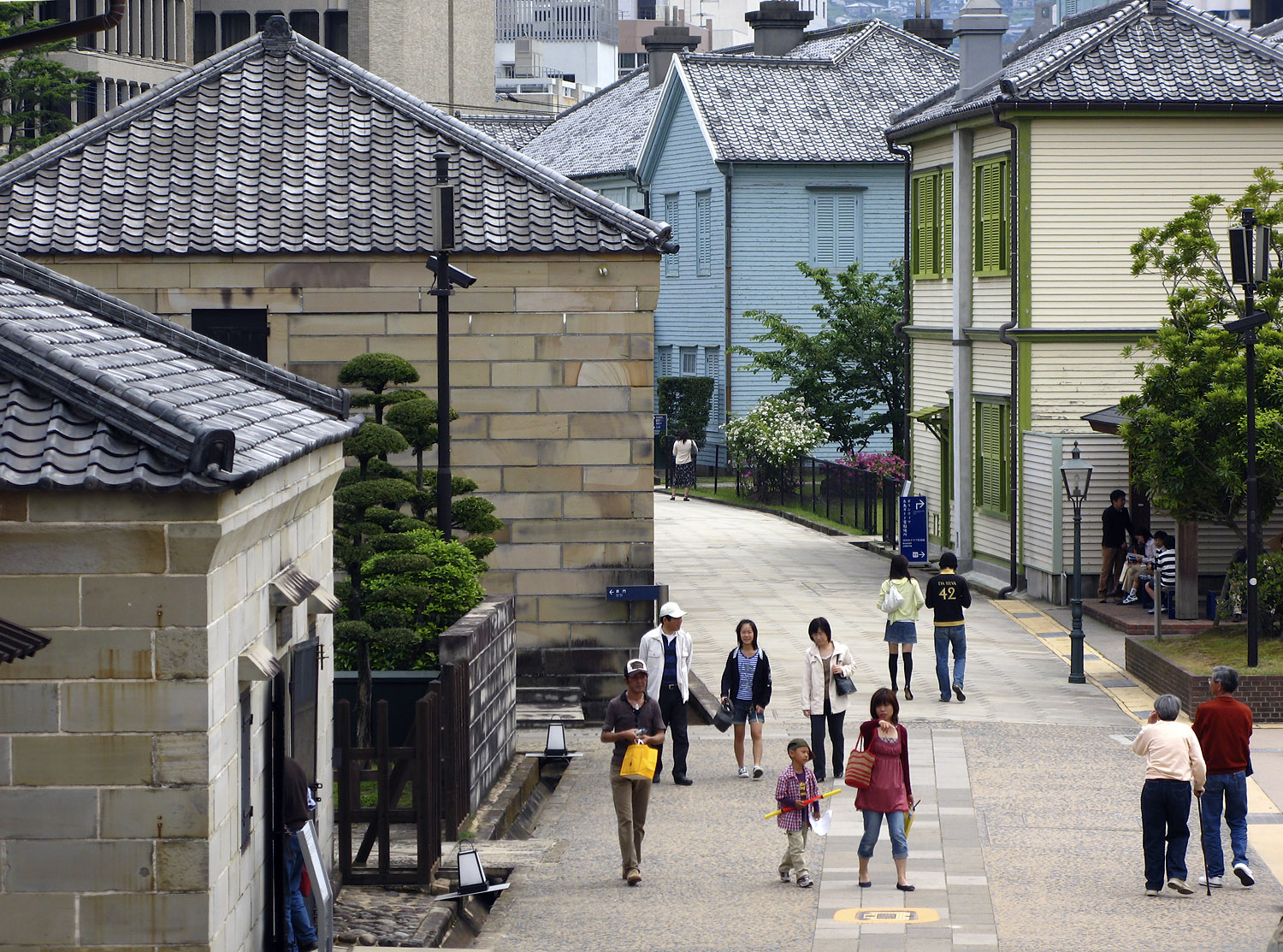
出島
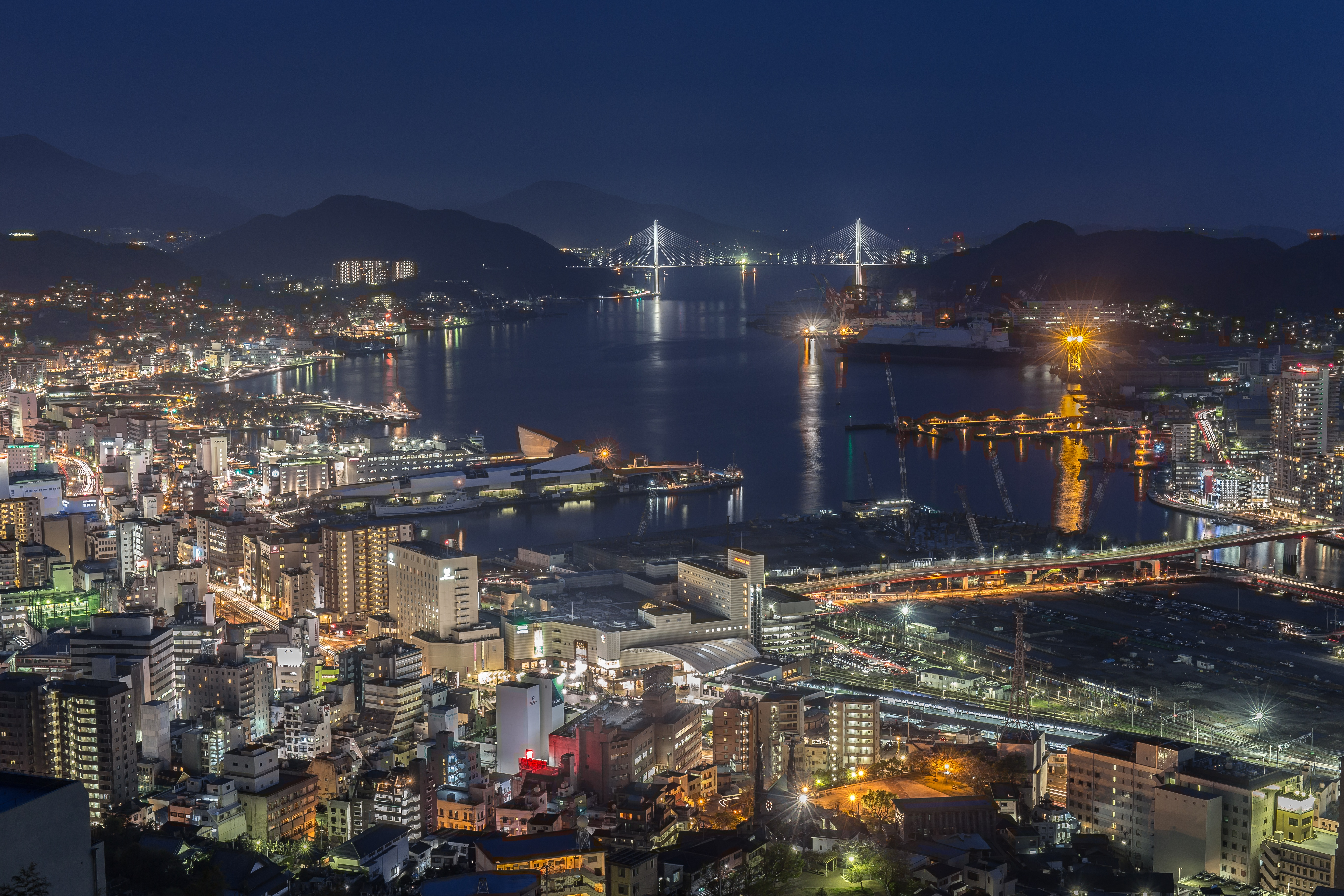
稲佐山から見た長崎の夜景